# ドバイ
ドバイ（アラビア語: دبي, ラテン文字転写: Dubayy, IPA: [dʊˈbajj]; 英語: Dubai ）は、アラブ首長国連邦ドバイ首長国の中心都市。アラビア半島のペルシア湾の沿岸に位置する。アラブ首長国連邦における最大の都市であり、人口は約331万人（2019年9月時点）。
中東屈指の世界都市並びに金融センターであり、21世紀に入ってから多くの超高層ビルや巨大ショッピングモールを含む大型プロジェクトが建設されるなど、世界的な観光都市となっている。
首長はムハンマド・ビン・ラーシド・アール・マクトゥームであり、アラブ首長国連邦の副大統領と首相も兼任している。連邦首都アブダビ市を擁するアブダビ首長国がアブダビ市以外にもいくつかの市によって構成されているのに対し、ドバイはドバイ市のみで首長国を構成する、事実上の都市国家である。ただし、首長とは別に市長が置かれ、主に民政を担当している。

## 歴史

### 起源
ペルシャ湾に面し、漁業や真珠の輸出を産業の主とする小さな漁村だったこの地に、アブダビの首長ナヒヤーン家と同じバニー＝ヤース部族のマクトゥーム家が、1830年代にアブダビから移住。これに伴ってドバイ首長国が建国され、現代に至るドバイの歴史が始まった。1853年に他の首長国と同時にイギリスの保護国となる。

### 近代
統治を担ったイギリスはこの地を、東インド会社が経営する英領インドなど植民地と結ぶ貴重な中継地とした。20世紀になると、歴代首長の推進の下で自由貿易の政策を採ったことで、周辺地域の商人達の拠点となりゆく流れのなかで、中継貿易港としての色合いを濃くしてゆく。
一方で、もう一つの経済の柱であった真珠採取は20世紀初頭、日本で御木本幸吉が養殖真珠の開発に成功したことから産業として成立しなくなり、ドバイの経済に打撃を与えた。これに当時の世界恐慌が重なって社会不安が高まり、1938年には首長派がクリーク南岸のバール・ドバイ地区に、反首長派が北岸のディラ地区に陣取って一触即発の危機を迎えた。この事態を収束させるために首長は地元有力者による議会の開設に同意し、議会は行政改革を行ったものの、やがて首長と対立して議会は解散させられた。

### 勃興
第二次世界大戦が終結した20世紀半ば、この地を近代的な都市にすることを夢見た当時の首長ラーシド・ビン・サイード・アール・マクトゥームの推進により、1959年のクウェートからの借金をもとにして社会資本の近代化が図られてゆく。ラーシドはこの借入金でドバイ・クリークの浚渫工事を実施し、中継貿易港としての基礎固めに成功して、以後の大発展の基礎を築いた。
1958年のアブダビにおける油田の発見に続く、1966年のドバイ沖の海底油田の発見はこの動きに大きな力を与えた。

起源と勃興
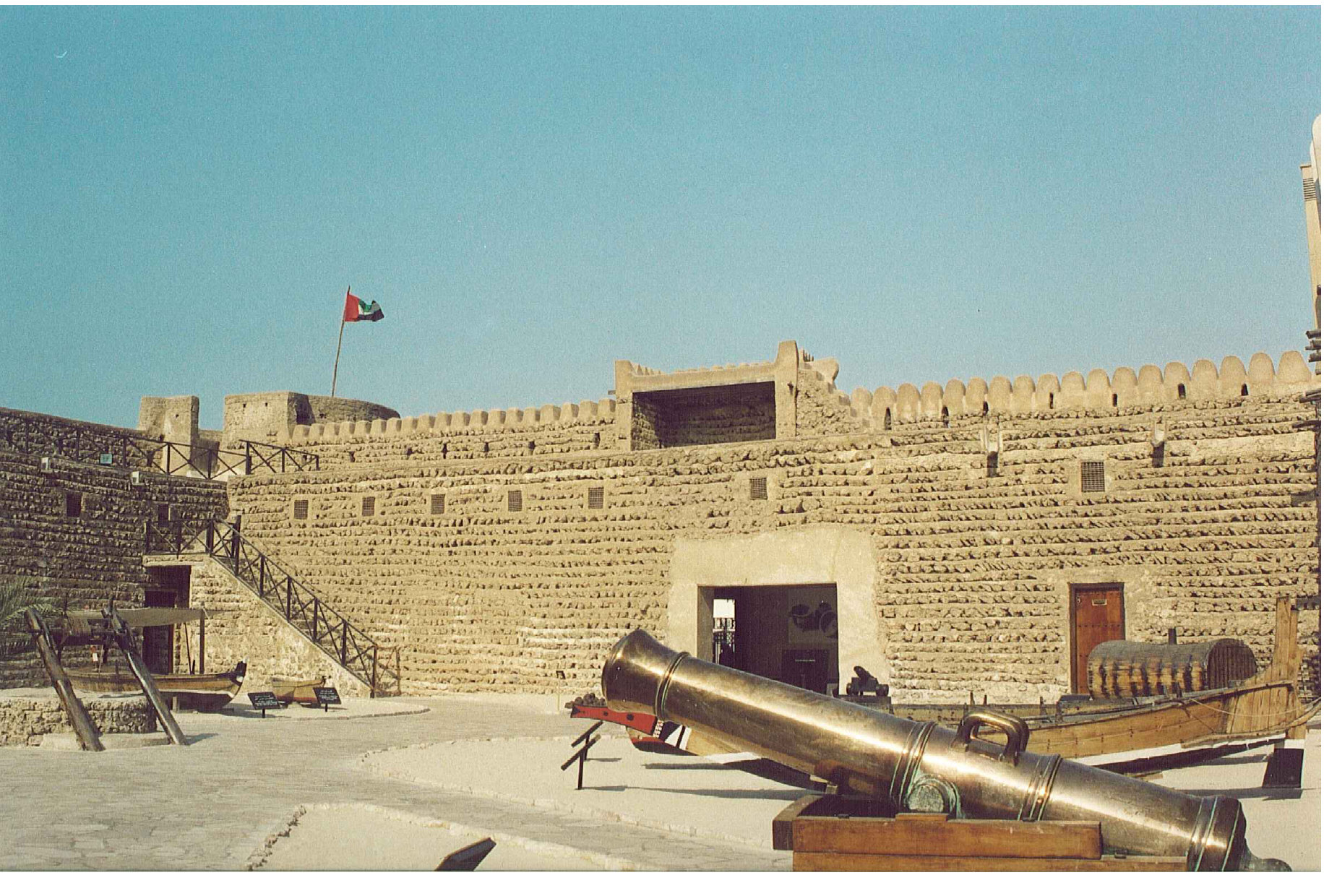
アル・ファヒディ砦。1799年に建設された、ドバイ最古の建造物。現在はドバイ博物館の一部
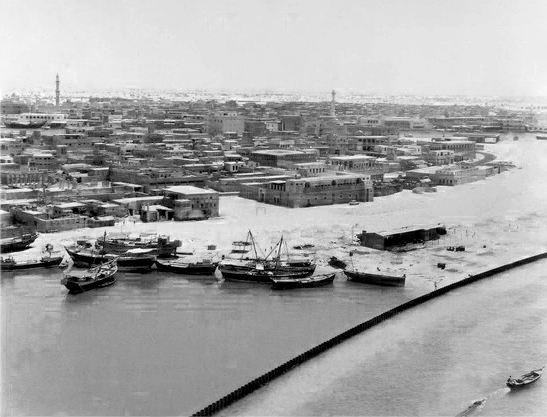
1960年代

### 独立

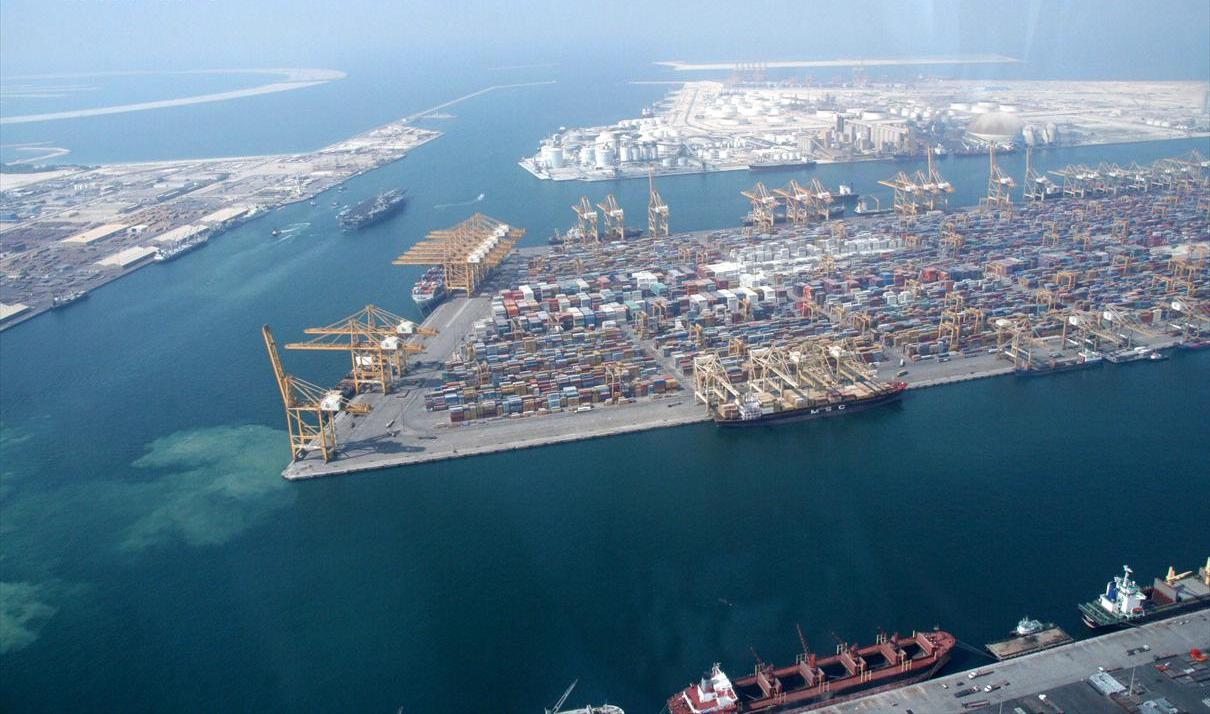
ジュベル・アリ港

1971年のイギリス軍のスエズ以東からの撤退に伴って、同年の12月2日、他の6の首長国とともにアラブ首長国連邦をこの地に結成。その副大統領兼首相となったラーシド首長を指導者に据え、原油依存経済からの脱却の取り組みと産業の多角化を進めてゆく。
その流れのうえで1981年（1985年）に開設に至った「ジュベル・アリ・フリーゾーン」 (JAFZ)という名の経済特区と大型港湾、およびナショナル・フラッグ・キャリアとしてのエミレーツ航空の就航開始は、国外資本や外国企業の進出とあわせて「人」と「物」の集積地としての発展を急速に促していった。

### 繁栄

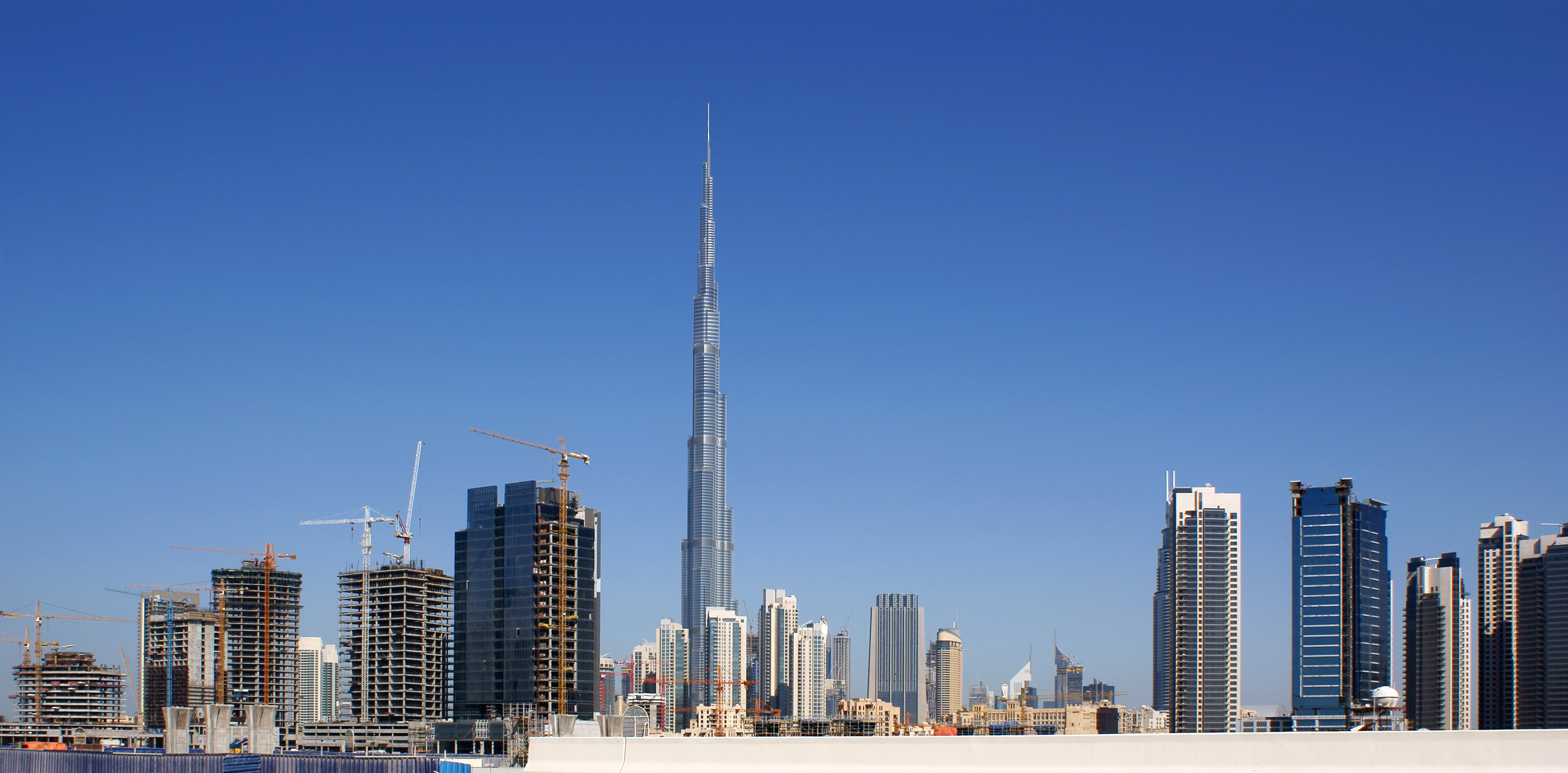
世界で最も高い建造物であるブルジュ・ハリーファ

21世紀に入る頃には、従来からの近代化の波を経て、中東における貿易・商業の最大の中心地と呼ばれるまでのメトロポリスに変貌していた。
1970年代からわずか約20年のうちに起こった変化は、都市外観のそれのみならず、経済の石油依存率は半分以下に減じ、GDPの伸びは30倍に達するなど、「中世から近代への急変」との表現をもって語られる激変そのものである。
1995年1月には、日本がドバイに総領事館を設置している。
2003年以降の発展は特に凄まじく、2004年の後半から続く原油高がその発展を更に後押しした。2005年度の経済成長率は16%と高い成長率を見せており、2007年の実質GDPは1980億ディルハム（約6兆円）にまで達している。人口も240万人を超えたドバイは摩天楼の連なる幻惑的な都市国家として中東でも随一の繁栄を誇っている。

### 現代

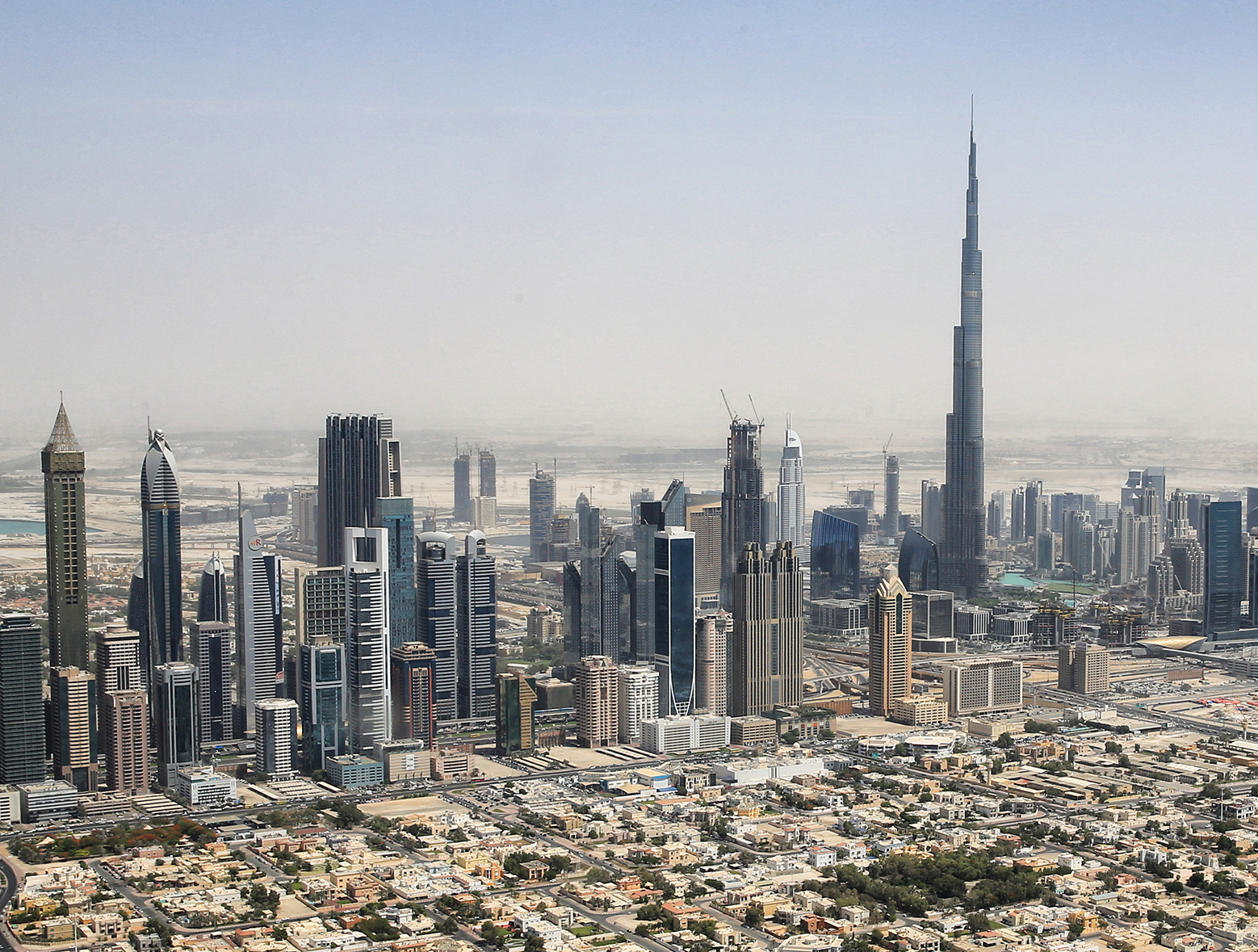
ドバイスカイライン（2015年）

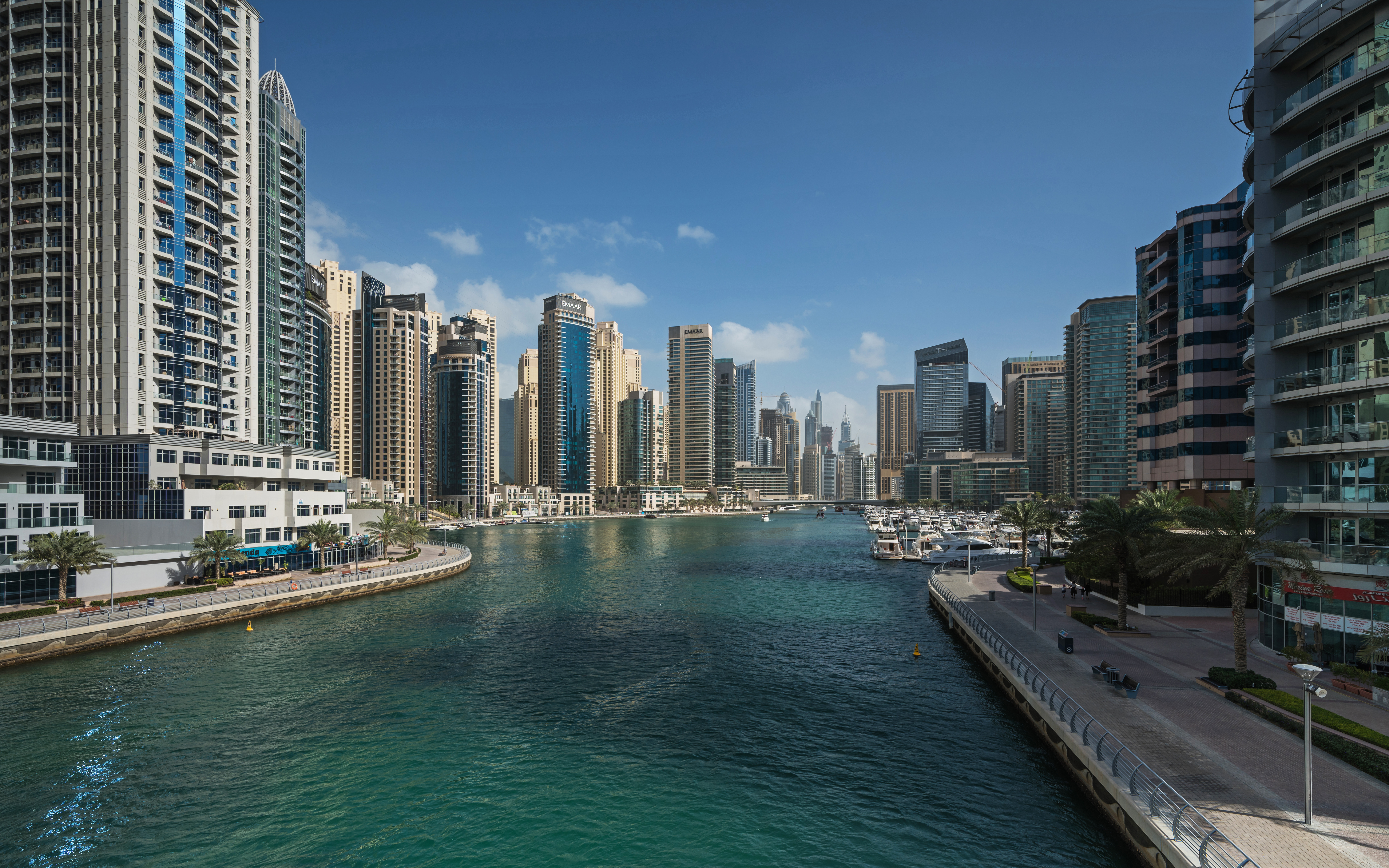
ドバイマリーナ（2018年）

2008年後半に起きたアメリカのサブプライムローン問題に端を発した世界経済の低迷（リーマン・ショック）により、これまで急激な勢いで伸び続けてきたドバイにも影響があった。
外国企業からの投資引き上げや地元企業の資金繰り悪化と、それに伴う多数の建築工事や計画の中断が報じられた。またその結果起きた外国人労働者の失業や経済低迷報道を受けた観光客の減少などの影響をうけたものの、2010年度の海外からの観光客も前年比9.2%増の8,294,132人を記録するなど中国をはじめ新興国からの観光客の増加を見ている。

現代
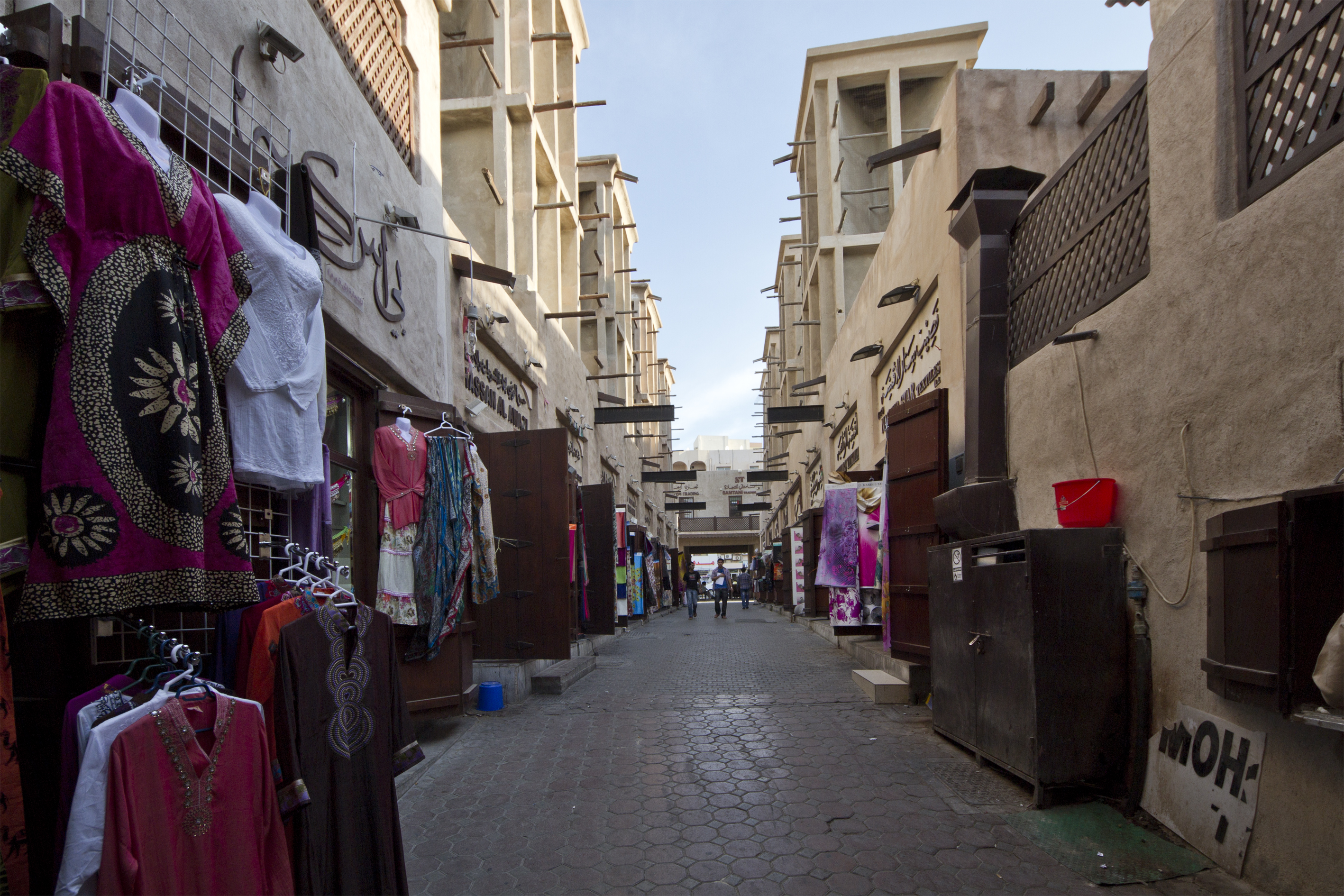
アル・バスタキヤ、（2013年）
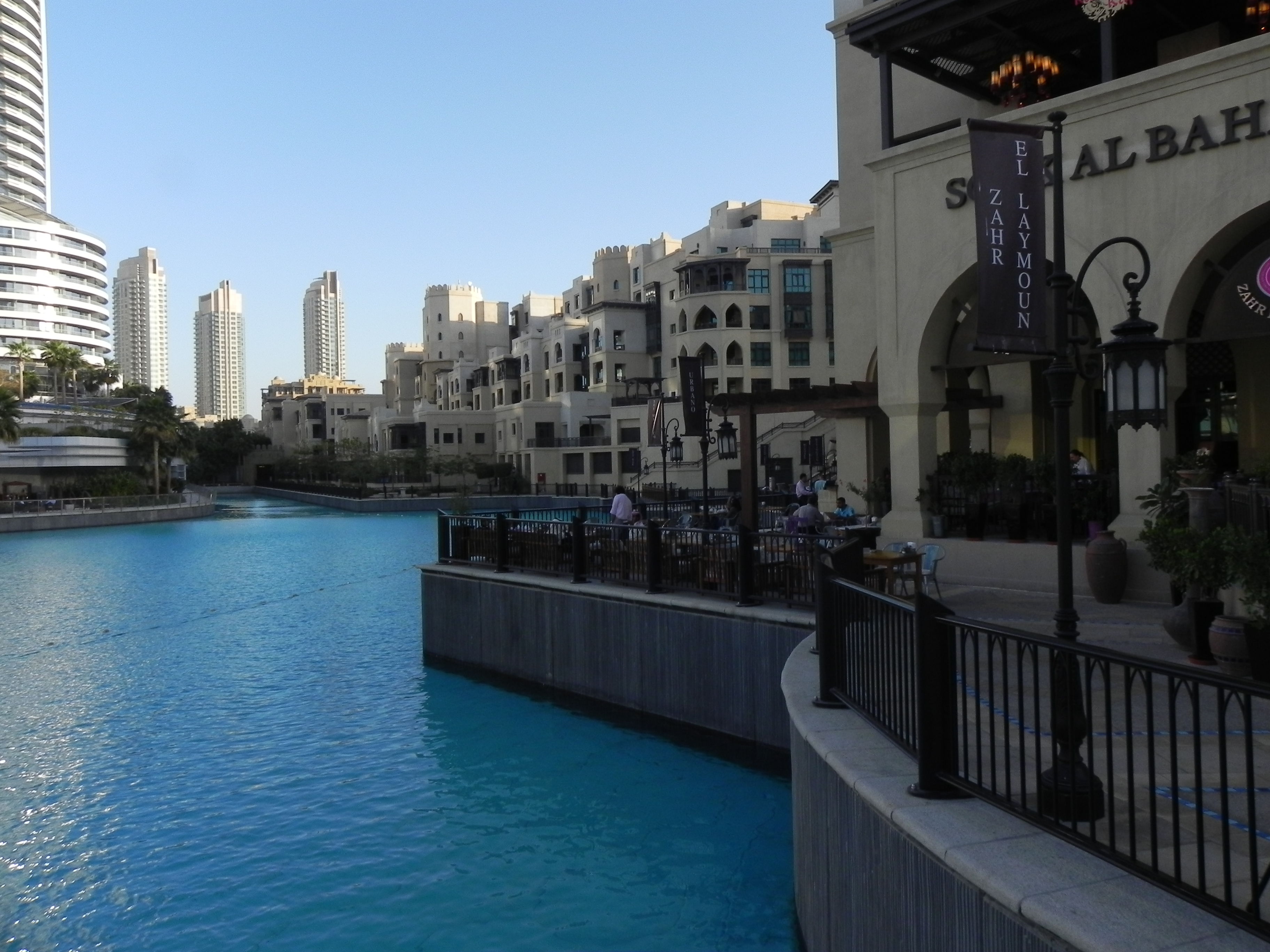
Downtown ドバイ（2012年）
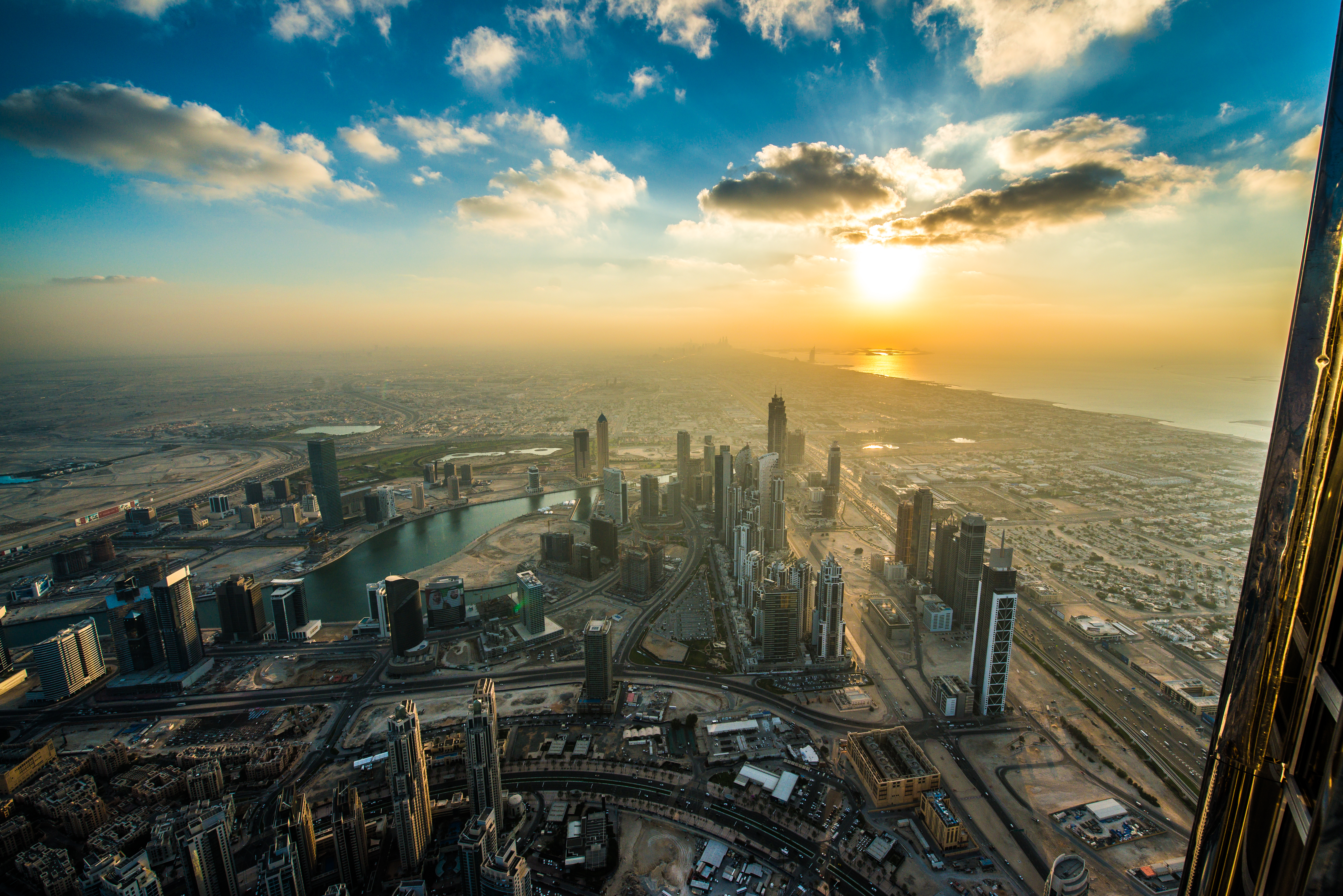
ブルジュ・ハリファからのドバイの日没（2014年）
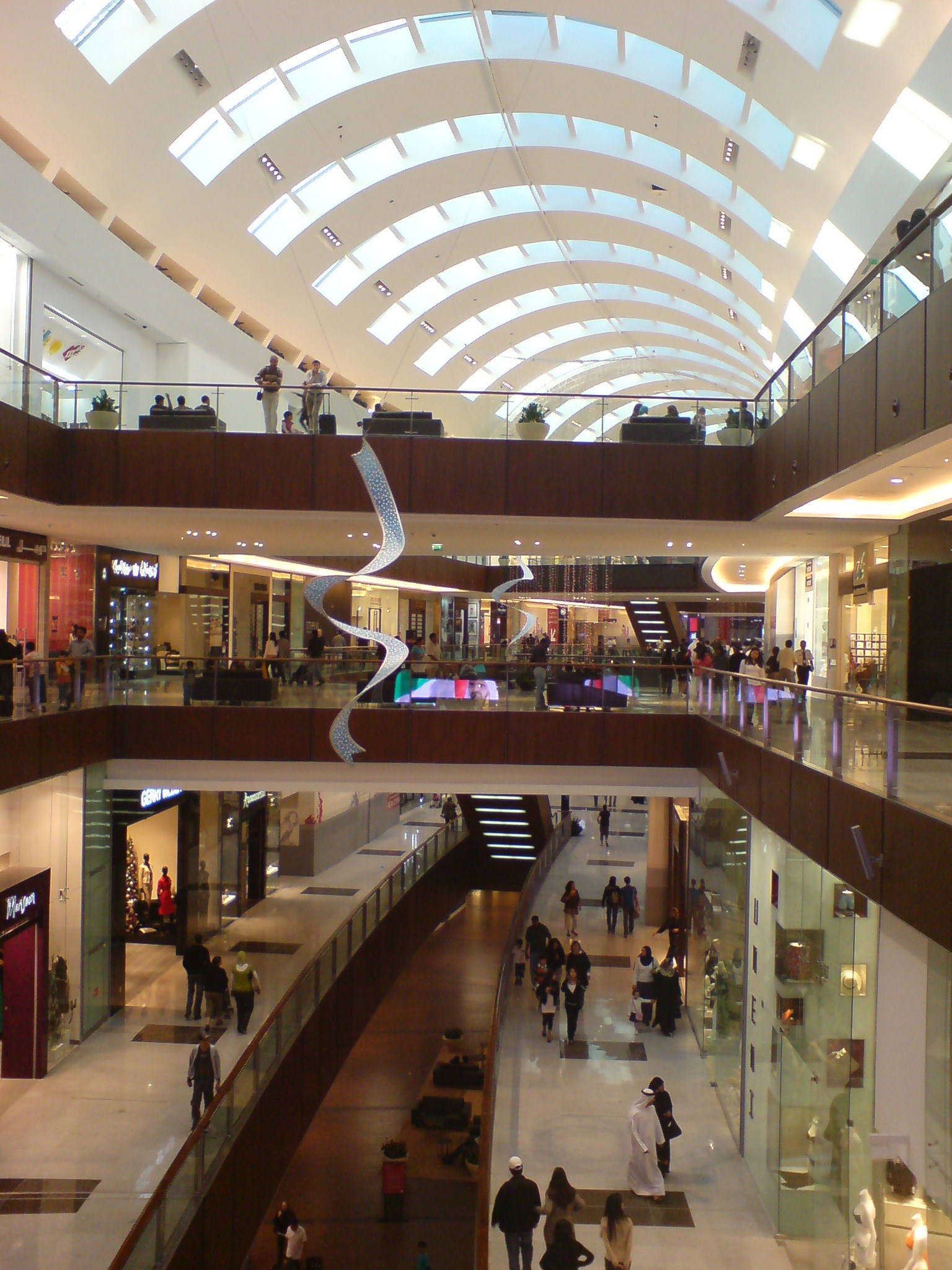
ドバイ・モール（2008年）

### ドバイ・ショック
さらに2009年11月には、ドバイ政府が欧米系の金融機関に対して、政府系不動産開発会社のナキール社とその持株会社のドバイ・ワールド社の債務約590億ドルについて支払い猶予を求めると発表したため、ドバイ・ワールド社並びにドバイ政府自体の債務不履行と併せ、欧米系銀行の債権焦げ付きが懸念され、ユーロが売られるなど「ドバイ・ショック」と呼ばれる事態となった。ドバイ金融市場の株価も大幅に下落しており、2010年1月時点で、時価総額は380.9億ドル（約3.5兆円）にまで落ち込んだ。東京証券取引所やロンドン証券取引所の1%程度の時価総額規模である。その様な状況下にあるものの、「中東の金融センター」としての地位はゆるぎなく、2020年に中東初の万国博覧会（ドバイ国際博覧会）を開催することが決まった。

### ドバイ万博

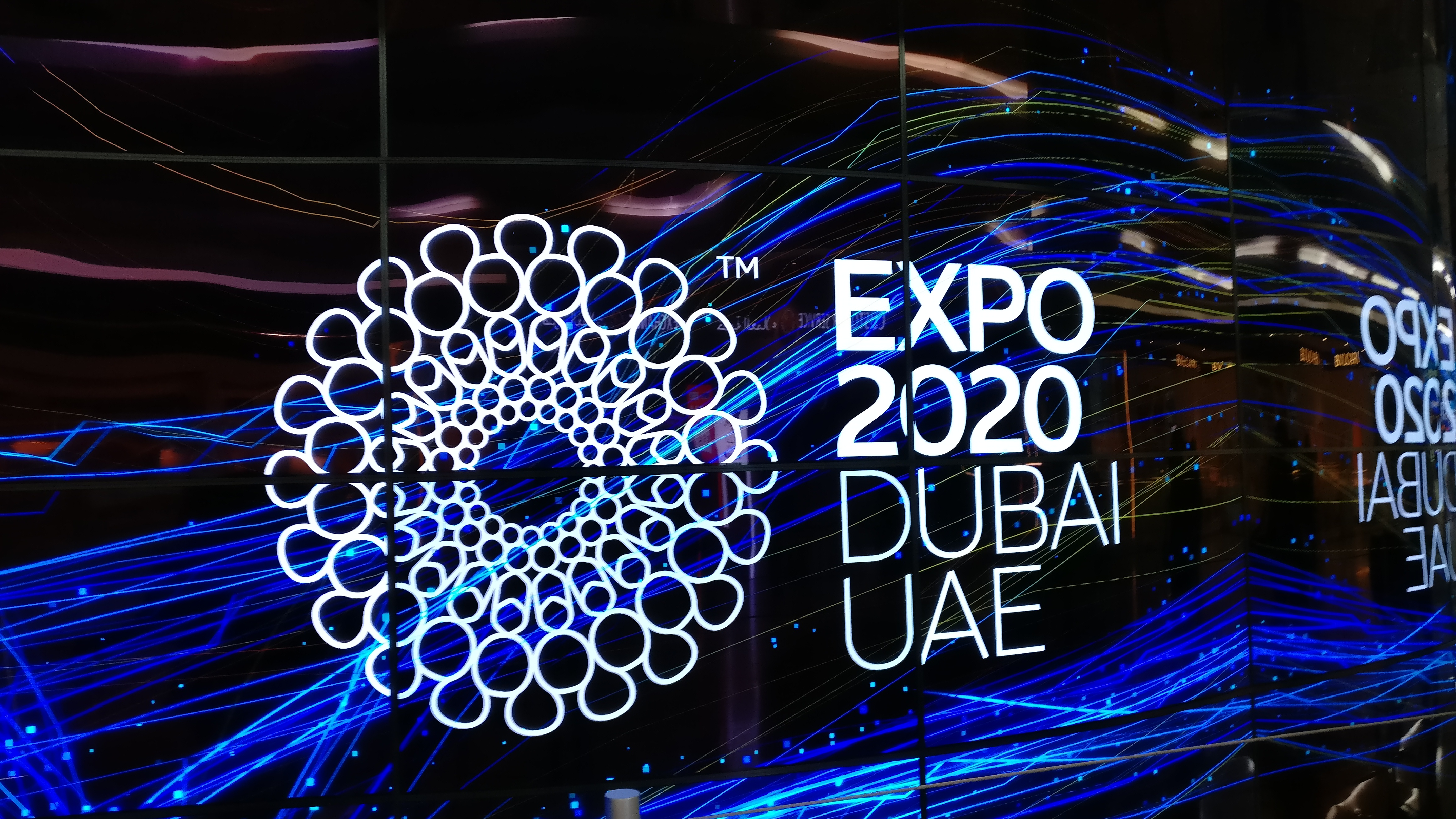
ドバイ国際空港の万博ロゴ

ドバイ万博は新型コロナウイルス感染症パンデミックの影響により1年延期され、2021年10月1日から2022年3月31日まで開催された。テーマは「Connecting Minds, Creating the Future（心をつなぎ、未来を創る）」で、190以上の国と地域がパビリオンを出展し、コロナ禍においても累計2200万人以上の来場者を記録した。
アメリカのシンクタンクが2017年に発表した総合的な世界都市ランキングにおいて、世界28位の都市と評価されており、中東の都市では首位であった。
2023年、ドバイ首長のムハンマド・ビン・ラーシド・アール・マクトゥームは、ドバイの「世界の経済都市トップ3」「世界の金融センターのトップ4」入りを目指した野心的な計画を発表した。これには海外からの直接投資を倍増させ、ユニコーン企業の育成や世界の有力大学を誘致することなどが盛り込まれている。また、同年には1年間の試験的措置として、30％の酒税を一時的に廃止する試みが行われた。これらの外国人に寛容な計画は、近年隣国のサウジアラビアでムハンマド・ビン・サルマーン皇太子が急速に進める外国企業の誘致策に対抗する狙いもあるとみられている。

## 地理
中東地域のほぼ中央、アラビア半島のペルシア湾に面した平坦な砂漠地帯にあり、面積はアラブ首長国連邦の構成7首長国中第2位にあたる約3,885km2。北でシャールジャ首長国に、南でアブダビ首長国に、東で国境を隔ててオマーン国に接する。
街は東西に流れる運河を軸として大きく2つに分かれる。「ハウル・ドバイ」（ドバイ・クリーク、Ḫawr Dubayy）という川を軸として、北側を「ディラ」(Deira) といい、南側を『バール・ドバイ』(Bur Dubai) という。ドバイはこのクリークを港として使用することで成立した都市であり、この2地区はドバイ成立時からの市街地として旧市街を形成している。
ドバイの北はすぐにシャールジャ首長国との境界線となるが、南のアブダビ首長国との境界線は市街からかなり南に位置する。このため、ドバイでの大型開発はこの地域で行われることが多い。バール・ドバイの南にはUAEを貫く幹線道路であるシェイク・ザーイド・ロードが走っており、道の両側には2018年時点で世界一の高層ビルであるブルジュ・ハリーファをはじめとする高層ビルが林立している。市街の南西にはリゾートエリアであるジュメイラ・ビーチ地区が開発され、高級ホテルブルジュ・アル・アラブや、「パーム・アイランド」や「ザ・ワールド」「ジュメイラ・アイランズ」といった人工島群が建設されている。さらにその南西にはジェベル・アリー港が建設され、工業地帯となっている。
ドバイは大まかな地区名や目抜き通り名を除き、地番や郵便番号を整備しないまま拡大してきた。このため首長国政府は2015年、全ての建物に10桁の数字「マカニ」を割り振るプロジェクトを始めた。インターネットを活用したスマートシティ構想の一環で、パソコンやスマートフォンから番号を入力すると、電子地図に建物の所在地が表示される。
ドバイ市街の西と南には砂漠地帯が広がる。西端には山岳地帯があり、ハッタなどのオアシスが点在する。

地理
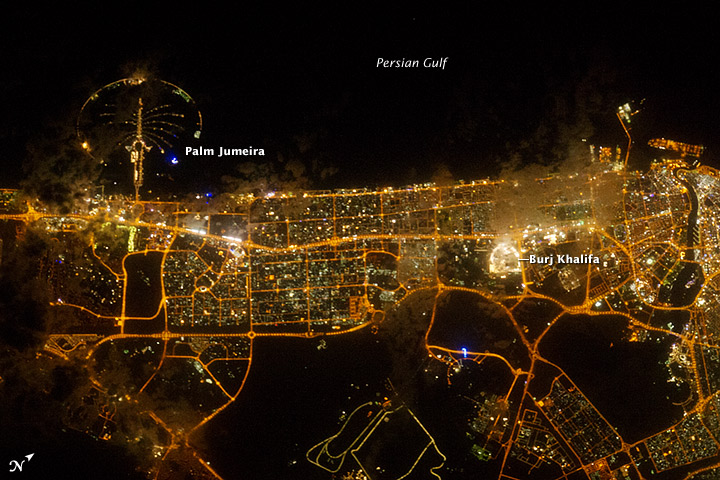
ドバイの衛星写真（夜間）
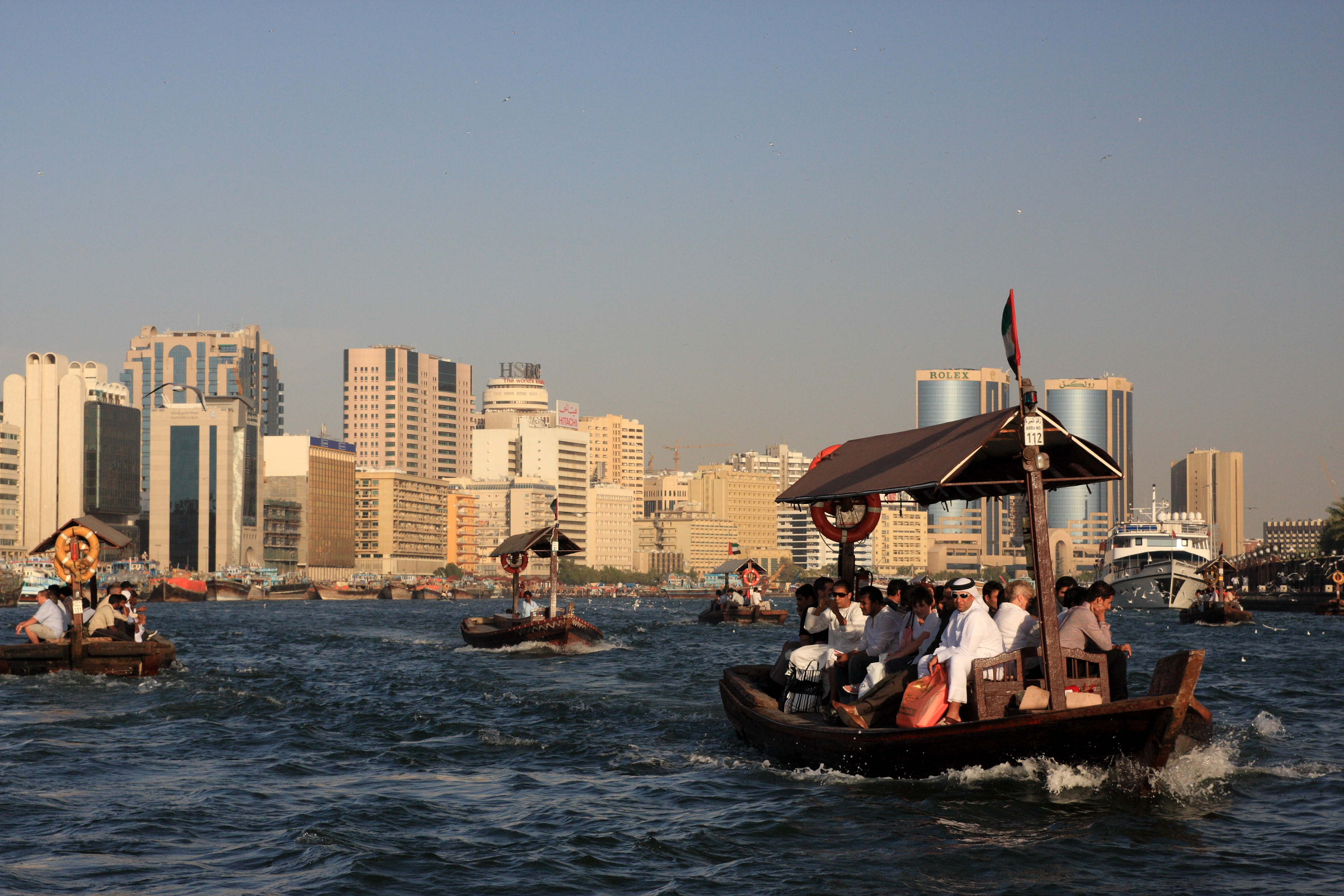
ドバイ・クリークのアブラ（渡し舟）の料金は昔から1ディルハム
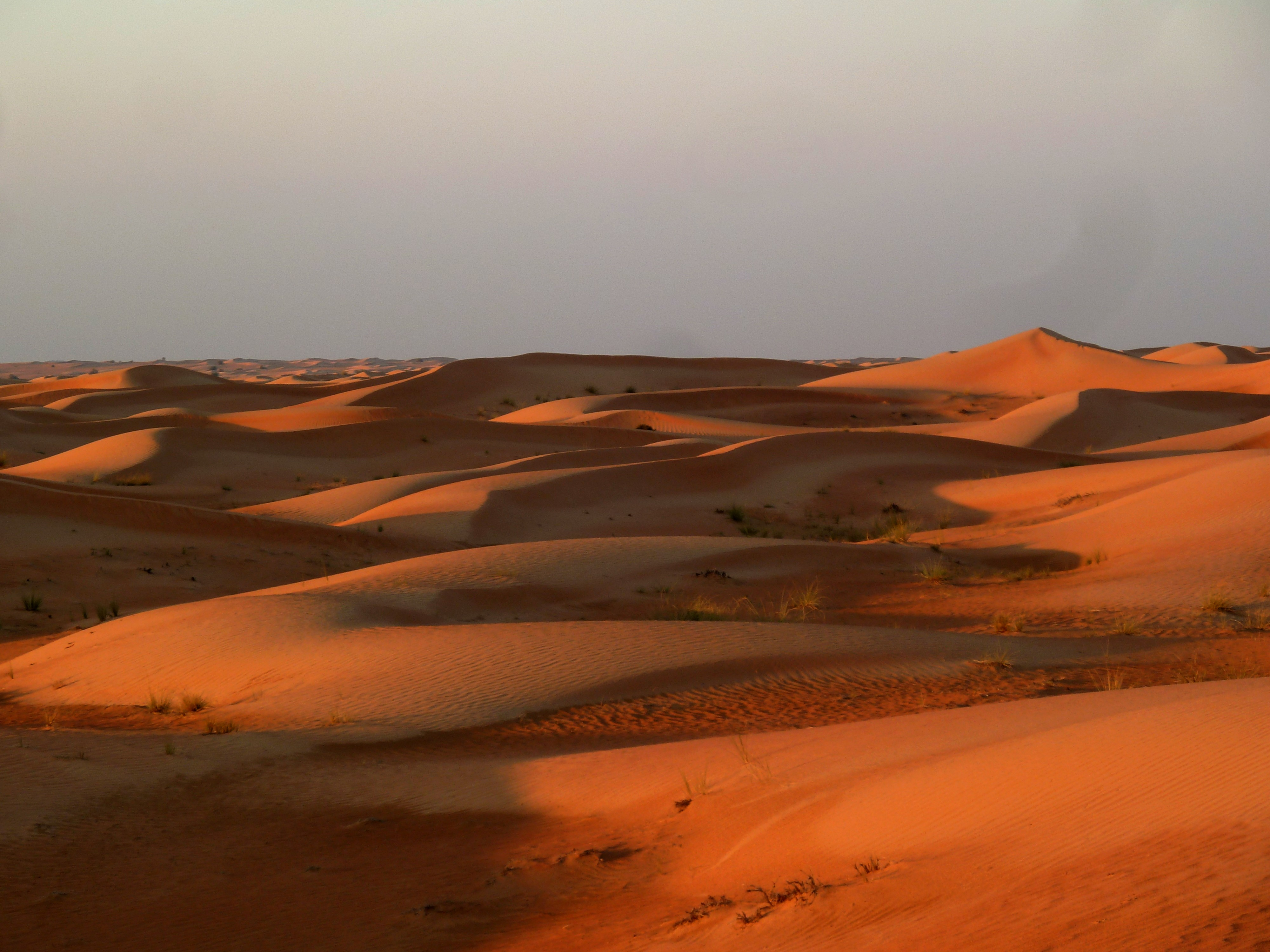
ドバイの近くの砂丘

## 気候
亜熱帯気候にして夏冬の二季。夏季には、気温が50℃近くに達することもあり、雨が全く降らないにもかかわらず、しばしば100%の湿度を観測するなど、非常に高温多湿で極めて不快な夏となる。逆に、年のおおよそ11月から3月にあたる冬季にはしばしば肌寒くもなる。また、冬季は砂嵐が発生することもある。しかし、冬季の平均気温は20度前後で非常にすごしやすく、観光業においてはハイシーズンとなっている。なお、ケッペンの気候区分では砂漠気候に相当する。
| ドバイの気候           | ドバイの気候 | ドバイの気候 | ドバイの気候 | ドバイの気候 | ドバイの気候 | ドバイの気候 | ドバイの気候 | ドバイの気候 | ドバイの気候 | ドバイの気候 | ドバイの気候 | ドバイの気候 | ドバイの気候 |
| 月                     | 1月          | 2月          | 3月          | 4月          | 5月          | 6月          | 7月          | 8月          | 9月          | 10月         | 11月         | 12月         | 年           |
| ---------------------- | ------------ | ------------ | ------------ | ------------ | ------------ | ------------ | ------------ | ------------ | ------------ | ------------ | ------------ | ------------ | ------------ |
| 最高気温記録 °C （°F） | 31 (88)      | 31 (88)      | 41 (106)     | 41 (106)     | 45 (113)     | 45 (113)     | 47 (117)     | 48 (118)     | 43 (109)     | 40 (104)     | 41 (106)     | 31 (88)      | 48 (118)     |
| 平均最高気温 °C （°F） | 24.0 (75.2)  | 25.4 (77.7)  | 28.2 (82.8)  | 32.9 (91.2)  | 37.6 (99.7)  | 39.5 (103.1) | 40.8 (105.4) | 41.3 (106.3) | 38.9 (102)   | 35.4 (95.7)  | 30.5 (86.9)  | 26.2 (79.2)  | 33.4 (92.1)  |
| 日平均気温 °C （°F）   | 19 (66)      | 20 (68)      | 22.5 (72.5)  | 26 (79)      | 30.5 (86.9)  | 33 (91)      | 34.5 (94.1)  | 35.5 (95.9)  | 32.5 (90.5)  | 29 (84)      | 24.5 (76.1)  | 21 (70)      | 27.5 (81.5)  |
| 平均最低気温 °C （°F） | 14.3 (57.7)  | 15.4 (59.7)  | 17.6 (63.7)  | 20.8 (69.4)  | 24.6 (76.3)  | 27.2 (81)    | 29.9 (85.8)  | 30.2 (86.4)  | 27.5 (81.5)  | 23.9 (75)    | 19.9 (67.8)  | 16.3 (61.3)  | 22.3 (72.1)  |
| 最低気温記録 °C （°F） | 8 (46)       | 7 (45)       | 11 (52)      | 8 (46)       | 17 (63)      | 22 (72)      | 25 (77)      | 25 (77)      | 22 (72)      | 16 (61)      | 13 (55)      | 10 (50)      | 7 (45)       |
| 降水量 mm （inch）     | 15.6 (0.614) | 25.0 (0.984) | 21.0 (0.827) | 7.0 (0.276)  | 0.4 (0.016)  | 0.0 (0)      | 0.8 (0.031)  | 0.0 (0)      | 0.0 (0)      | 1.2 (0.047)  | 2.7 (0.106)  | 14.9 (0.587) | 88.6 (3.488) |
| 平均降水日数           | 5            | 7            | 6            | 3            | 0            | 0            | 1            | 0            | 0            | 0            | 1            | 5            | 28           |
| 出典1：ドバイ気象局    |              |              |              |              |              |              |              |              |              |              |              |              |              |
| 出典2：Qwikcast        |              |              |              |              |              |              |              |              |              |              |              |              |              |

## 政治

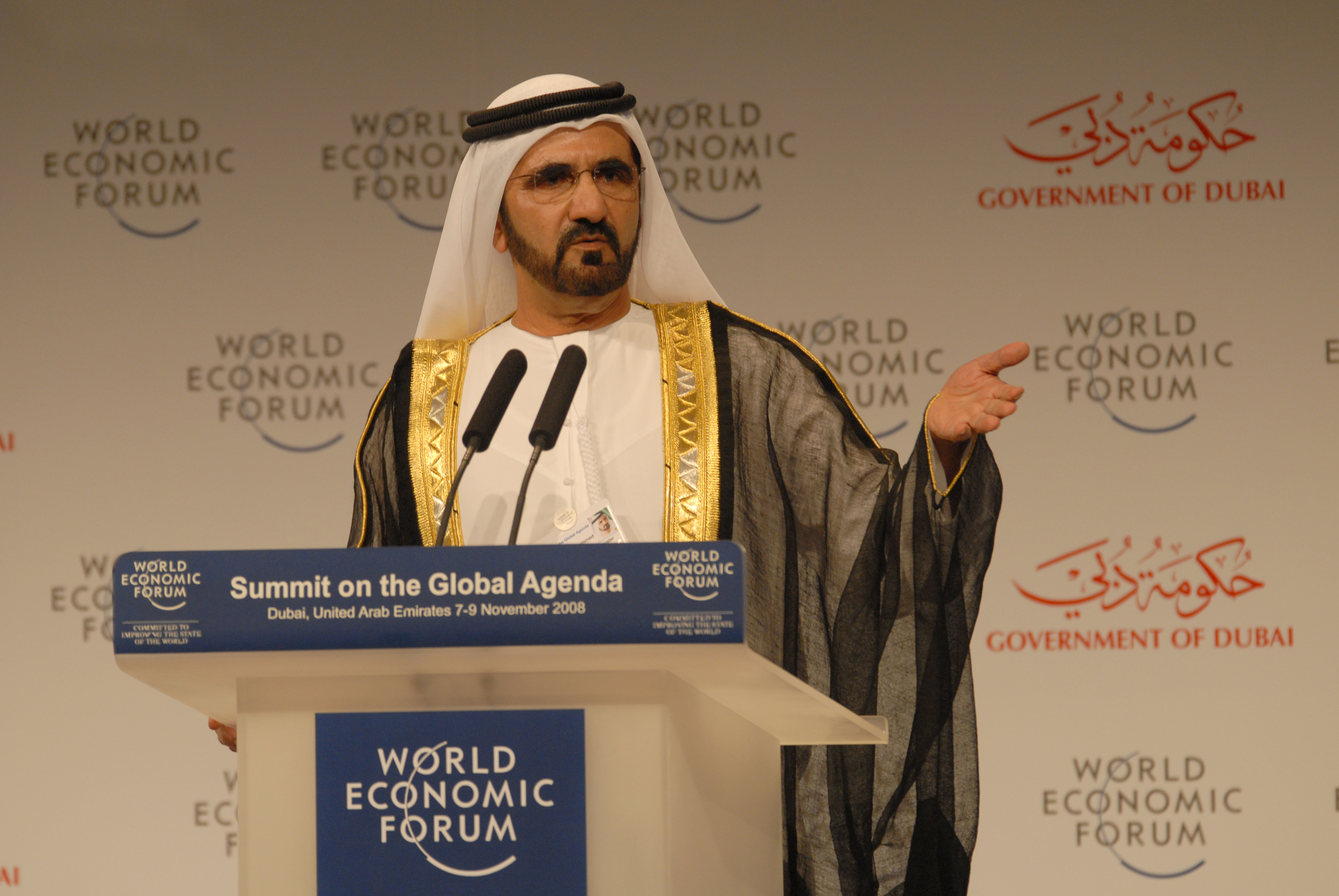
ドバイ首長ムハンマドUAE副大統領兼首相

ドバイは他のアラブ首長国連邦の構成国同様に世襲式の絶対君主制を採っている。現首長はムハンマド・ビン・ラーシド・アール・マクトゥームである。なおドバイにおいて議会選挙は行われておらず、結党の自由も認められていない。ドバイはアラブ首長国連邦の国会である連邦国民評議会（定数40）に8議席を持っている。
アラブ首長国連邦の副大統領は1971年の連邦結成以来、マクトゥーム家から出ており、半ば慣例化している。現首長のムハンマド・ビン・ラーシド・アール・マクトゥームも現在連邦副大統領の職にある（連邦首相も兼任）。なお、今日のドバイの繁栄を築いて名君と言われたラーシド首長は、1990年10月に同地で死去した。

## 経済

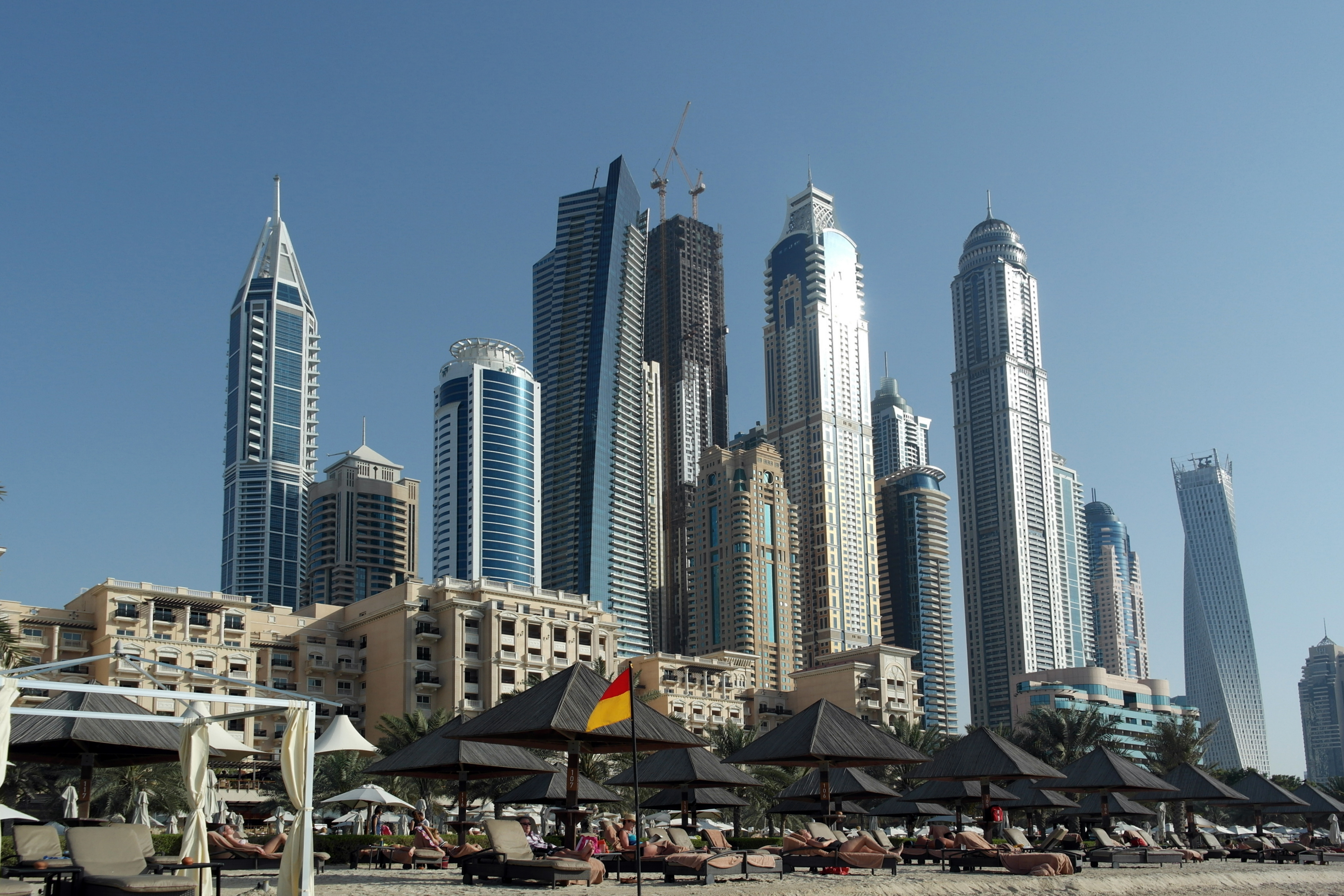
ドバイ・メディア・シティ（2013年）

2019年のドバイの国内総生産(GDP)は4,070億ディルハム（約12兆円）で、アラブ首長国連邦内でアブダビに次ぐ第2位となっている。日本の都道府県と比較した場合、茨城県や広島県とほぼ同じ経済規模である。一方、一人当たり実質GDPで比較した場合、日本の2022年の48,813ドルに対し、ドバイは74,917ドルと高く、1.5倍以上の開きがあることが浮き彫りとなる。一人当たり名目GDPもやはり同様で、ドバイの2022年の数値は45,698ドルであり、これは日本の数値39,243ドルを1.16倍以上確実に上回る。GDPにおける石油産業の割合は僅か1%台である。

### 産業多角化
元来の石油埋蔵量の少なさにより石油依存型経済からの脱却を志向せざるを得なかったドバイは、特に1980年代の半ば頃から経済政策として産業の多角化を積極的に進めた。国を挙げて中東における金融と流通、および観光の一大拠点となるべくハード、ソフト双方のインフラストラクチャーの充実に力を入れた。
その流れの中で1981年（1985年）に開設に至ったジュベル・アリ・フリーゾーン (JAFZ)は、外資の直接投資の自由や外国人労働者の雇用の自由を完全に保障する経済特区で、その性質から外国企業や資本の進出を多大に促進した。
その結果、日本やアメリカ、イギリスなど世界各国の大企業がドバイに進出している。市内や一大リゾートエリアとして開発されたジュメイラ・ビーチ周辺には超高層ビルや高級ホテル、別荘などが立ち並んでいる他、多くのショッピングモールやテーマパークが建設されているが、2007年後半に起きたアメリカのサブプライムローン問題に端を発した世界経済の低迷により、外国企業からの投資引き上げや地元企業の資金繰り悪化と、それに伴う多数の建築工事や計画の変更、見直しが行われた。
その後の世界経済の回復に伴い、ドバイも中東経済のハブとしての開発を再加速した。2010年代以降は観光客や商業、金融だけでなく、ベンチャーを含むハイテク分野の企業・人材の誘致に力を入れている。空を飛ぶドローンタクシーや3Dプリンターによる大型建築など新しい技術導入の実証実験や規制緩和に積極的である。付加価値税が2018年に導入されたものの、法人税や所得税、現地住民の雇用義務がなく、外資が進出しやすくしている。
商業や観光、金融といった第三次産業の発展により、GDPに占める第一次産業の占める割合は減り続けた。石油の割合も2%以下となっている。しかし現在も漁業が盛んに行われている他、砂漠地帯ではアラビアンデザートダイアモンドが採取できる。

### 中東の金融センター
また、政府の政策が功を奏し、1980年代には早くも中東における一大流通拠点としての地位を獲得した上に、その後も世界の主だった金融機関が進出してきたことから、ドバイは名実ともに中東の金融センターとしての位置を占めることに成功した。このため「中東のシンガポール」と呼ばれることもある。イギリスのシンクタンクが2017年3月に発表した調査によると、世界25位の金融センターと評価されており、中東の都市では首位である。ドバイの証券取引所であるドバイ金融市場の時価総額の合計は、2015年11月時点で870億ドルであり、日本取引所グループの2%未満の規模である。

### ドバイショック
リーマン・ショック後、これまで急激な勢いで伸び続けてきたドバイの経済成長にも陰りが生じた。上記のように2009年11月には、政府が欧米系の金融機関に対して、政府系不動産開発会社のナキール社とその持株会社のドバイ・ワールド社の債務約590億ドルについて支払い猶予を求めると発表したため、政府系とみられていたドバイ・ワールド社の債務を国が肩代わりしなかった事で欧米系の金融機関に政府に対する信用不安の広がりがアジアに波及し、円高を引き起こした。
2010年10月時点、少なくともパームアイランド、ドバイワールドなどの大型事業を含め、多数の計画が需要予測の変動に応じて見直しとなっている。

## 観光
世界有数の観光都市に成長しており、2012年にマスターカードが公表した統計によると、世界で8番目に外国人旅行者が多く訪れる都市であり、中東では随一である。現在は観光を軸とした一貫した政策のもとで、ジュメイラビーチの人工島に建設された世界最高級の高層ホテルである「ブルジュ・アル・アラブ」などの高級リゾートホテルや中東地域最大のショッピングセンターの建設、人工衛星から見える唯一の人工島群である「パーム・アイランド」や「ザ・ワールド」「ジュメイラ・アイランズ」「ドバイウォーターフロント」「ジュメイラ・レイク・タワーズ」「ドバイ・マリタイム・シティ」「ドバイ・メディア・シティ」「レゴランド・ドバイ・リゾート」「ドバイマリーナ」、砂漠の人工スキー場「スキー・ドバイ」など各種観光資源の開発に力を注いでいる。2018年に完成したドバイフレームも、「額縁の形をした世界最大の建造物」としてドバイの新しい顔となっている。
ドバイ発祥の地であるドバイ・クリーク両岸の旧市街も、インドやパキスタン等からの商人が集う交易の中心地であると共に、多くの観光客を集める地域である。ドバイ・クリークの北東岸のディラ地区にはスパイス・スークやゴールド・スークが、南西岸のバール・ドバイ地区にはテキスタイル・スークやアル・バスタキヤ歴史地区がある。ドバイ・クリークには多数の木造貨物船ダウ船が停泊し、両岸を結ぶ木造の渡船アブラが頻繁に行き交っており、観光名所ともなっている。
上記のように国際的な交易や金融、観光拠点としての発展を目指す戦略の一環として、ドバイ国際空港を中東やその周辺地域を結ぶハブ空港とすべく航空インフラの充実に力を入れてきた。エミレーツ航空が世界の全大陸（南極大陸を除く）との間を就航しているほか、世界各国から多くの航空会社が乗り入れている（「交通」を参照）。
その甲斐もあり、近年は中東諸国からだけではなく世界中から観光客が訪れている。野心的なプロジェクトも進めており、2010年には世界一高い高層ビル「ブルジュ・ハリーファ」が完成している。
また、競馬の国際GI「ドバイワールドカップ」がメイダン競馬場（1996年 - 2009年まではナド・アルシバ競馬場）にて開催されている他、モータースポーツやゴルフ、マリンスポーツの世界的な大会の誘致を積極的に行っている。
2007年10月時点、ドバイには46のショッピングモールがある。2008年10月31日には世界最大規模のショッピングモール「ドバイ・モール」が正式オープン。現在、世界最大のテーマパークである「ドバイランド」が2015年から2018年の開業に向けて建設中である。ドバイランドにはユニバーサル・スタジオ・ドバイランドやドリームワークス・スタジオ・テーマパーク、アメリカのアミューズメント・パークの中東初進出となるシックス・フラッグス・ドバイランドも入る。

観光
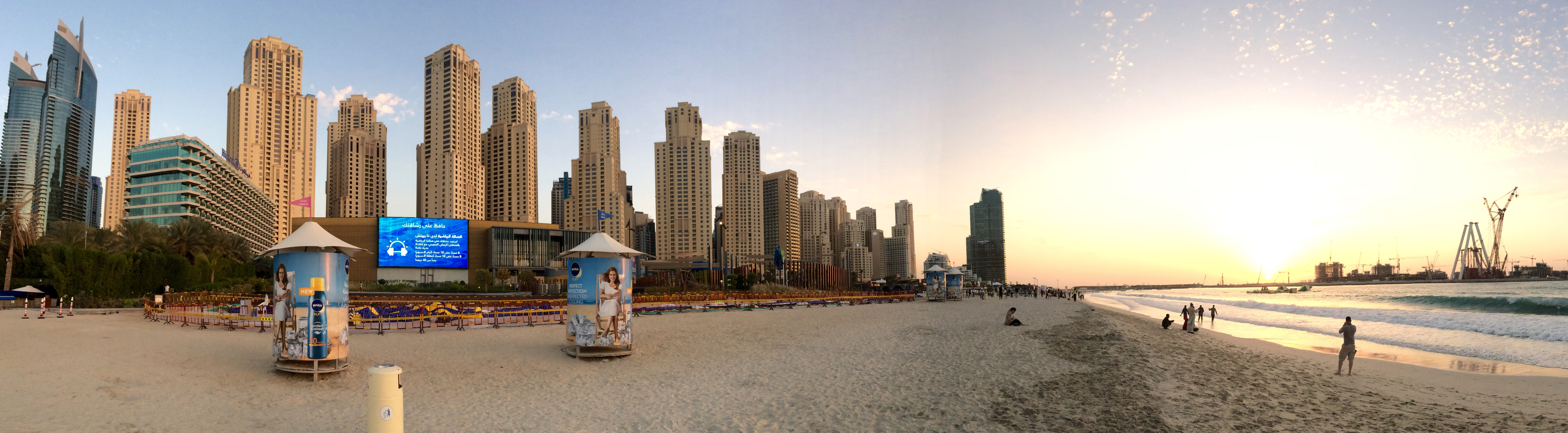
ジュメイラ ビーチ（2016年）
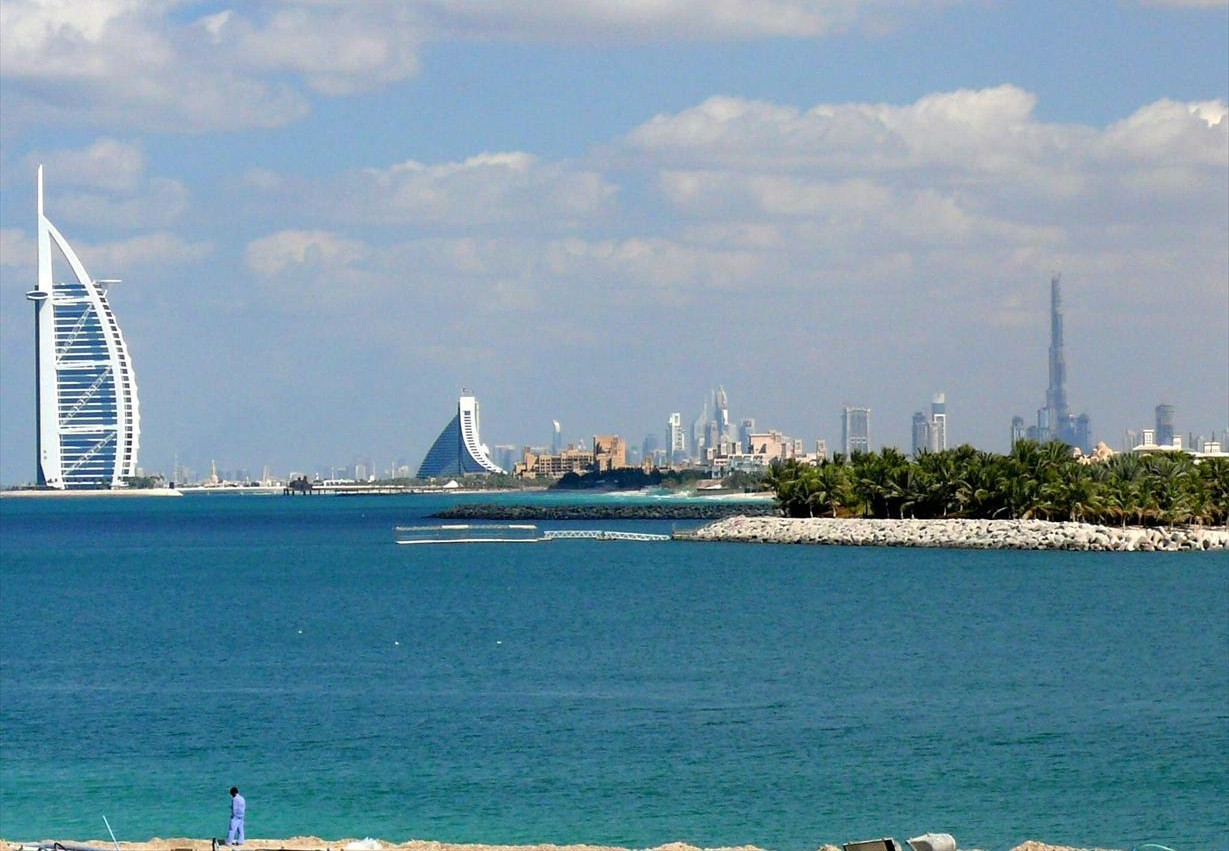
ブルジュ・アル・アラブとスカイライン（2008年）
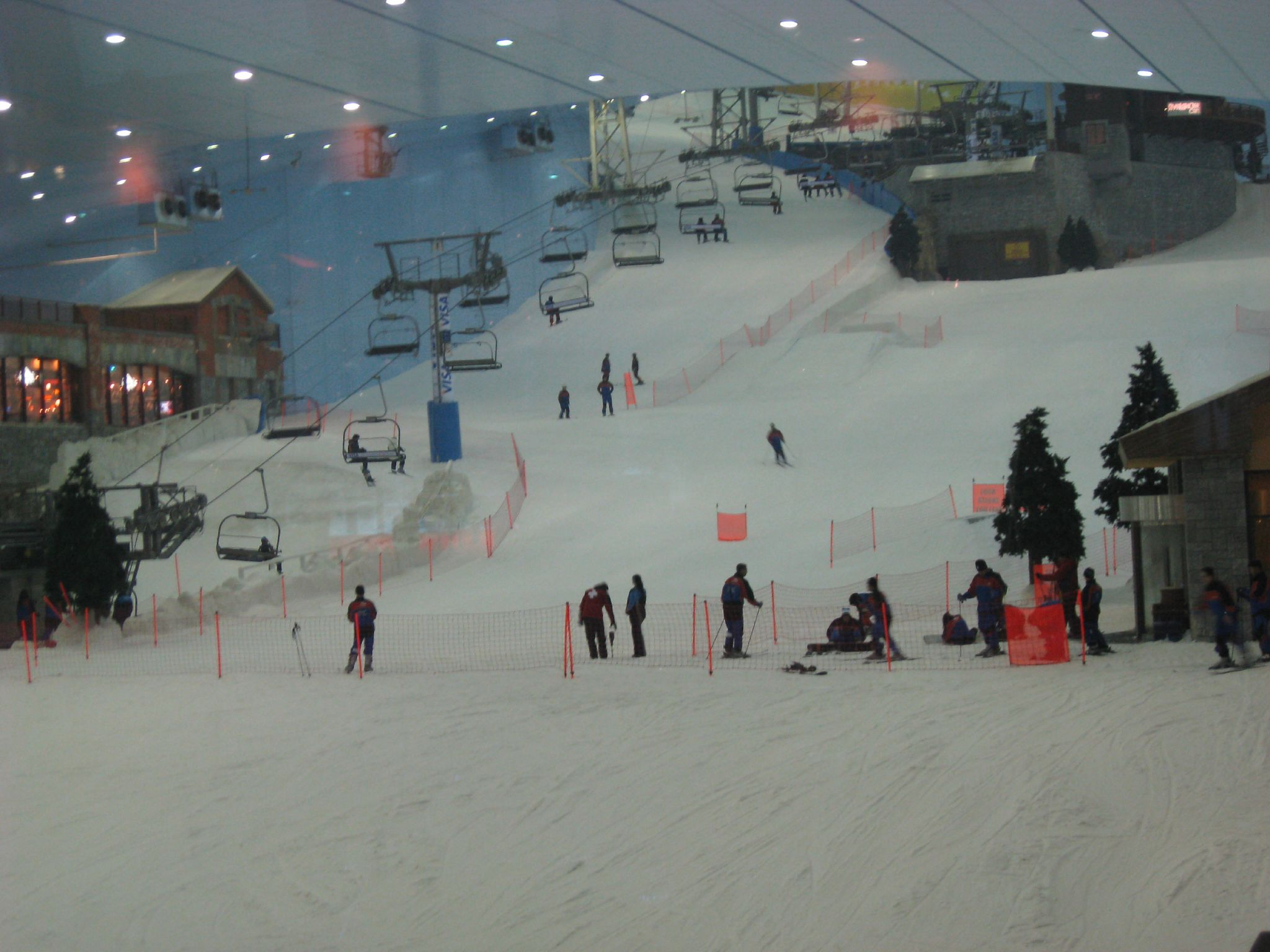
スキー・ドバイ
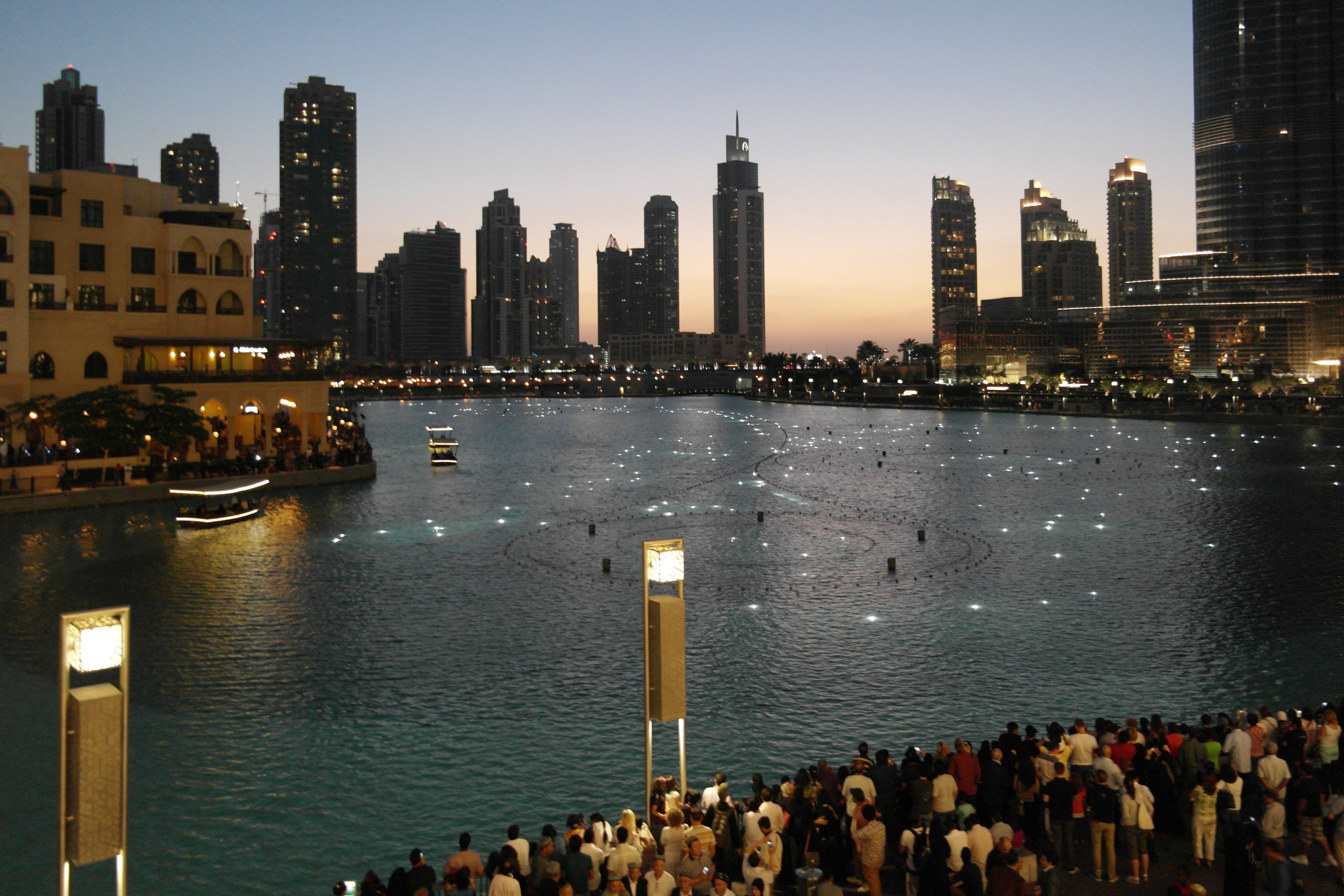
ドバイ・ファウンテン（2013年）
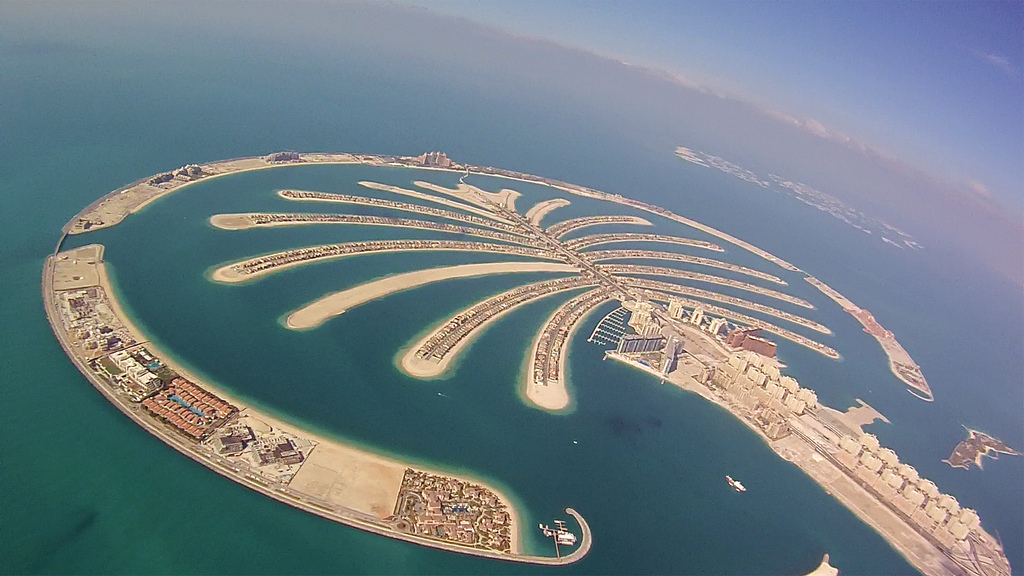
2012年のパーム・ジュメイラ（ドバイ）

## 交通

### 国際
世界最大の人工港ジェベル・アリーと、国際ハブ空港として機能する24時間空港であるドバイ国際空港を持ち、中東地域の人と物の流れの中枢、中継貿易都市として繁栄している。
1960年に開港したドバイ国際空港はエミレーツ航空の拠点であり、同社が全ての大陸との間に定期便を就航させている他、世界各国から多くの航空会社が乗り入れている。2008年に巨費を投じた最新鋭の第3ターミナルが完成した。なお、南西部にはアール・マクトゥーム国際空港（ドバイ・ワールド・セントラル国際空港）も完成。将来的には4,500mの平行滑走路6本を持つ世界最大の空港となる計画である。

### 国内
ドバイは交通渋滞のひどさで知られる。タクシーに依存した町であったが、近年、公共交通手段の整備が急がれている。
- アブラ･･･ドバイ・クリーク（運河）を結ぶ交通手段の渡し船。
- ドバイメトロ･･･2005年に、ドバイ国際空港とジェベル・アリ港を結ぶ都市鉄道の建設に着手、日本企業4社を含む5社が建設を行った。4路線の計画路線のうち、2009年9月9日に「レッド・ライン」が開通し、2011年9月9日には「グリーン・ライン」が開通した[49]。
- パーム・ジュメイラ・モノレール･･･パーム・アイランドへ向かうモノレールで丸紅が出資し、2009年に完成。
- ドバイ・トラム･･･2014年に開通したトラム路線。ドバイ・マリーナ地区を走る。ドバイメトロ、ジュメイラ・モノレールとも接続されており、市内中心部からドバイメトロ、ドバイ・トラム、ジュメイラ・モノレールを乗り継いでパーム・アイランドまで行けるようになった。車両はアルストム社製の「シタディス」を採用し、車庫など一部を除いて全区間に渡って地表集電方式を採用、架空線を廃している。各停留所は高温かつ砂嵐が多い現地の環境を考慮して、空調とホームドアを備えた停留所となっており、乗車を待つ利用客の快適性を高めたものとなっている。
- ドバイ・トロリー･･･2015年に開通したトラム路線。ダウンタウン・ドバイの開発地域を中心とした環状線である。路線を3段階で建設中であり、現在は第1段階である。車両は2階建ての伝統スタイルであり、回生ブレーキ用バッテリーと燃料電池を採用している。

国内
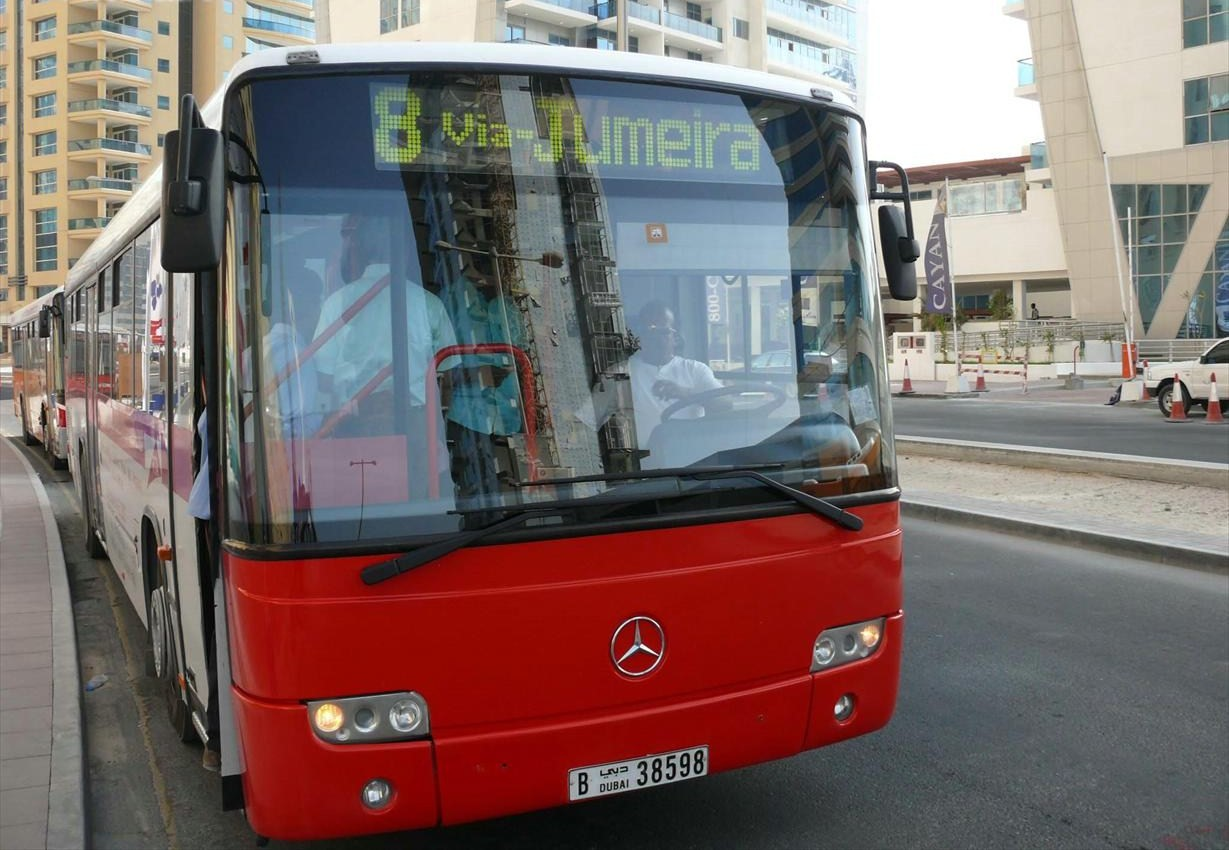
ドバイのバス
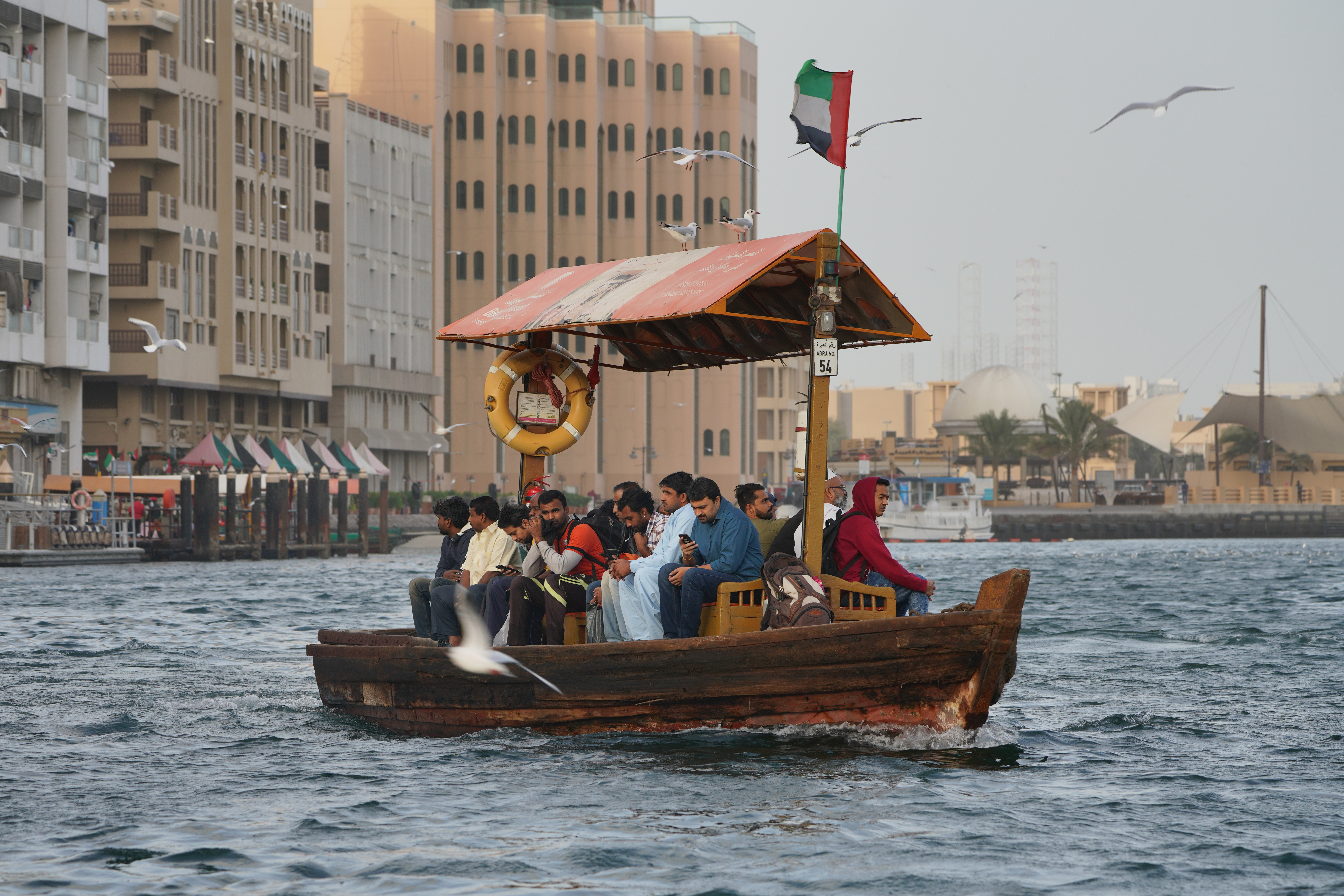
アブラ
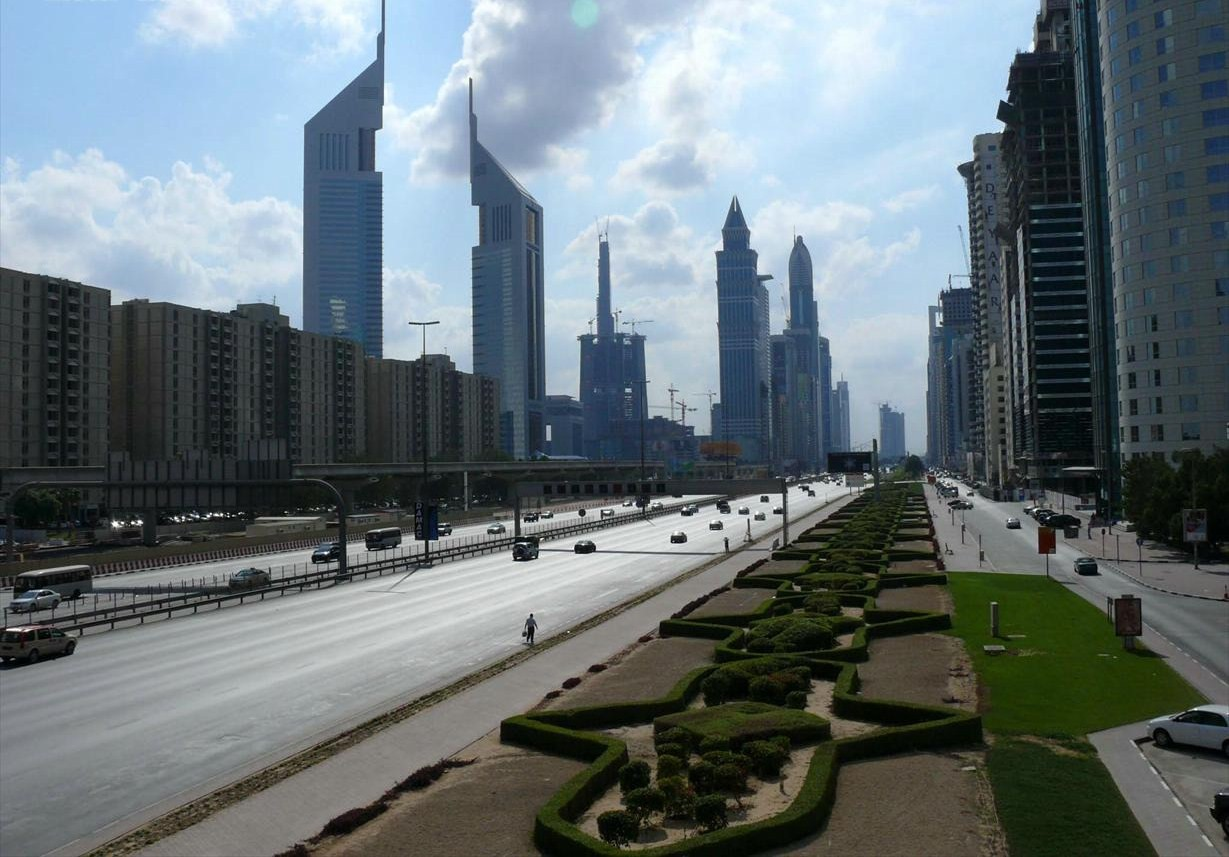
E 11 道路
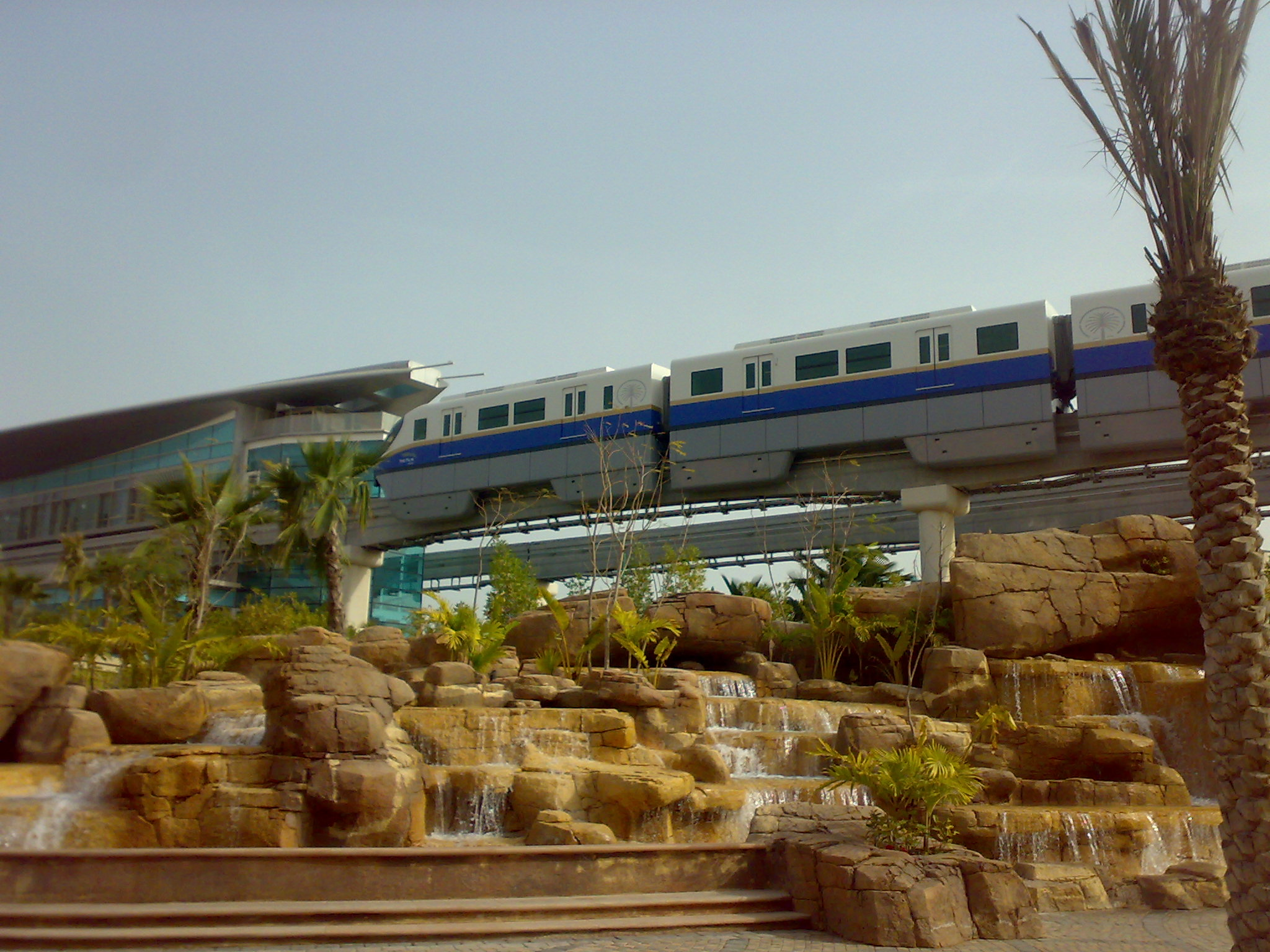
ジュメイラ・モノレール

### 日本との交通
現在、エミレーツ航空がドバイ国際空港と、関西国際空港、成田国際空港、東京国際空港の間に1日1便ずつ直行便を日本航空とのコードシェアにより運航している。過去には中部国際空港からの直行便も就航していたが、2009年3月に廃止された。

## 住民
国民の大部分が沿海地域に居住する。

### 人口
2016年1月時点では人口は2,440,350人。隣接するシャールジャ（約80万人）と合わせると300万人規模の都市圏人口となる。
1980年の時点でわずか28万人足らずだった総人口は、その後15年間のうちにおよそ2.5倍に膨れ上がり、1995年におよそ70万人、2007年初頭にはおよそ120万人となっている（ただし、2008年5月放映のNHKスペシャル＜沸騰都市＞第1回「ドバイ 砂漠にわき出た巨大マネー」によると、その大半は登記上の人口であるといい、定住人口はこれを大幅に下回るという）。一方、人口の約半数がインフラ整備のために低賃金で働くインドやバングラデシュなどから来た出稼ぎ労働者であるが、ビザの発行に際してスポンサーとなる雇用主には彼らの宿泊所を提供することが義務付けられている。

### 外国人の町
| 民族構成（2015年） | 民族構成（2015年） | 民族構成（2015年） | 民族構成（2015年） | 民族構成（2015年） |
| ------------------ | ------------------ | ------------------ | ------------------ | ------------------ |
|                    |                    |                    |                    |                    |
| インド人           | インド人           |                    | 38.2%              | 38.2%              |
| アラブ首長国国籍   | アラブ首長国国籍   |                    | 11.6%              | 11.6%              |
| エジプト人         | エジプト人         |                    | 10.2%              | 10.2%              |
| バングラデシュ人   | バングラデシュ人   |                    | 9.5%               | 9.5%               |
| パキスタン人       | パキスタン人       |                    | 9.4%               | 9.4%               |
| フィリピン人       | フィリピン人       |                    | 6.1%               | 6.1%               |
| その他             | その他             |                    | 12.8%              | 12.8%              |

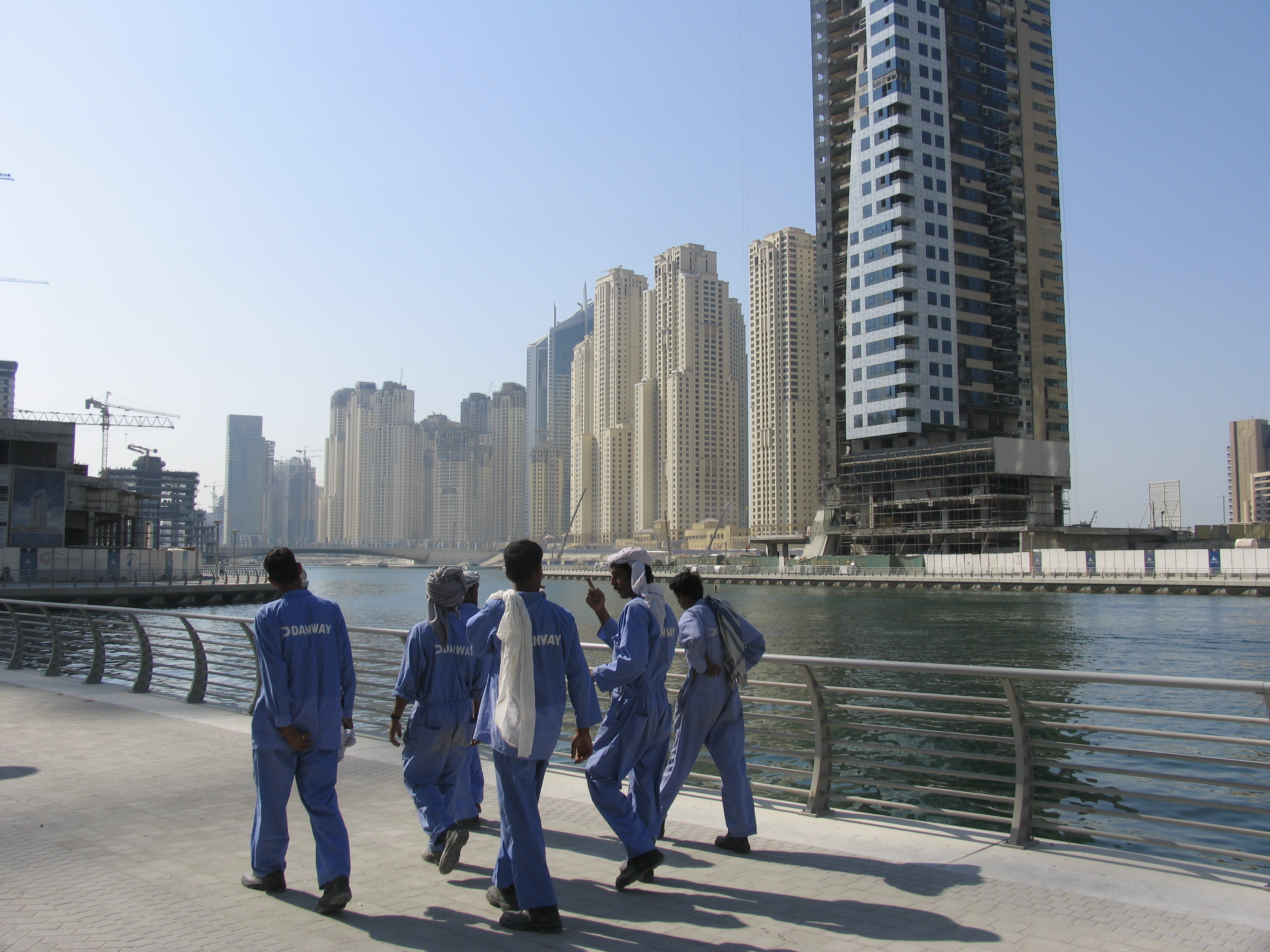
ドバイの住民の多くを占める南アジア人労働者たちは、建設業を主に数多の業種に携わる。

2024年においては、UAE国民の内、実に92%が外国人で構成されていることが判明している。殊に「世界で最も美しいインド人の町」と言われるほどにインド人が多く、全人口のうち約75%を、インド人を主とする南アジアからの出稼ぎ労働者が占めている。「もはやアラブの都市にあらず」と言われる所以である。
なかでも建設業を主力として、社会のあらゆる職種にインド人の姿を見ることができる。
また、フィリピン人も多く、多くがサービス業や家政婦、看護師業などに従事している。その他、欧米人やロシア人なども多く、在留邦人は2,912人（2016年）となっている。

## 言語
国語はアラビア語、官公庁の公文書に使われる公用語もアラビア語である。英語、ヒンディー語（インド人）、ウルドゥー語（パキスタン人）、タガログ語（フィリピン人）なども多く会話に用いられる。外国人労働者の多くはアラビア語を解せず、南アジア諸国とフィリピンなどの旧英米植民地からの労働者が多いことから、英語が共通語として使われるケースが多い。実際には英語がアラビア語以上に使われており、アラビア語と英語の二言語併記となっている。

## 宗教
イスラム教を国教とするアラブ首長国連邦にありながら、非イスラム教徒の外国人が多く住むドバイは、イスラム色の薄い、宗教的制約の極めて薄い都市である。飲酒、服装、娯楽、食生活についての制約は少なく、イスラム教で不浄とされる豚肉の料理を出すレストランさえある。
飲酒については、イスラム教の規律は通常これを禁じているが、ドバイでは許可されたホテルやレストランがあり、警察署の発行する許可証があれば酒類を市中で購入することができる。国外からの持ち込みも可能。
外国人なら、女性であってもノースリーブに短パン、タンクトップなどといった、欧米と変わらない服装で町中を歩くことが許されている。首長家の女性が北京オリンピックのテコンドーと馬術に参加するなど女性のスポーツ参加が認められている。
婚外の性交渉は違法であり、外国人であっても逮捕される。
ドバイワールドカップ等競馬が開催されてはいるが、ギャンブルは禁止されているので馬券の発売はない。しかし、複数のレースの予想をし、成績上位者に賞金・賞品が当たるプレイカードが無料で配られている。

## 文化

### 食文化
野菜と鶏肉をパンと共に煮込むフリードという料理、ラクダのミルクが原料のラクダミルクチョコレートが存在する。また、アラブやドバイの人々はコーヒーを習慣的に飲む。さらに旅人をアラビックコーヒーとデーツでもてなし、コーヒーポットが家宝になっていることもある。

## 治安
ドバイの富裕層が若い女性に高額な報酬を提示し、性的行為や傷害行為を要求する事例が報告されている。これらはドバイ案件、Porta Potty Partyなどと呼ばれる。2020年3月にウクライナ人モデルの女性（20歳）が四肢や脊椎を骨折するなどの重傷の状態でドバイの路上で発見された事件も、こうしたパーティーとの関連が指摘されている。
2020年1月にイギリスの公共放送BBCがその実態を報じるなど、日本国外の複数のメディアが取り上げている。日本においても2025年頃より話題になっており、グラビアアイドルのくりえみがその勧誘実態を語っている。

## スポーツ
- ドバイカップ
- ドバイ・テニス選手権

### サッカー
- UAEプロリーグ
  - アル・ナスルSC
  - アル・アハリ・ドバイ
  - アル・ワスルFC

### クリケット
クリケットは非常に人気の高いスポーツであり、ドバイには世界のクリケットを統括する国際クリケット評議会の本部が所在する。外国人労働者の多くがクリケットが盛んな南アジア出身であることも、人気の要因の一つとなっている。2023年にトゥエンティ20形式のプロリーグであるインターナショナルリーグT20が開幕した。ドバイ・キャピタルズは、ドバイに所在するチームであり、ホームスタジアムはドバイ国際クリケットスタジアムである。2020年には新型コロナウイルス感染症の影響により、インドのインディアン・プレミアリーグ（IPL）の試合をアラブ首長国連邦で開催し、ドバイ国際クリケットスタジアムはファイナルの会場にもなっている。

### 野球
- ベースボール・ユナイテッド
  - アラビア・ウルブズ

## 友好都市
ドバイは次の都市と姉妹都市になっている。
- アンマン, ヨルダン
- バグダード, イラク
- バルセロナ, スペイン[67]
- ベイルート, レバノン
- ブリスベーン, オーストラリア
- カラカス, ベネズエラ
- デトロイト, アメリカ[68]
- ダンディー, イギリス
- ジュネーブ, スイス
- サント・ドミンゴ, ドミニカ共和国
- ゴールドコースト, オーストラリア
- ミラノ, イタリア
- グラナダ, スペイン[69]
- 広州, 中国
- イスタンブール, トルコ
- ジッダ, サウジアラビア
- カーブル, アフガニスタン
- カラチ, パキスタン
- ハルツーム, スーダン
- キーシュ島, イラン
- クウェート市, クウェート
- ロサンゼルス, アメリカ[70]
- リヨン, フランス
- マンダルヨン, フィリピン
- モンテレイ, メキシコ
- モスクワ, ロシア
- メデジン, コロンビア[71]
- 大阪, 日本
- リオデジャネイロ, ブラジル
- ガンディーナガル, インド
- ハイデラバード, インド
- フェニックス, アメリカ[72]
- サンフアン, プエルトリコ
- 上海, 中国
- サンクトペテルブルク, ロシア
- タンジェ, モロッコ
- テヘラン, イラン
- トリポリ, リビア
- ノヴェ・メスト・ナド・ヴァホム, スロバキア
- ボゴタ, コロンビア
- 釜山, 韓国[73]

- 平壌, 北朝鮮